# Bolet à beau pied
Caloboletus calopus
Espèce
Statut de conservation UICN

 LC  : Préoccupation mineure
Caloboletus calopus, le Bolet à beau pied, anciennement Boletus calopus, est une espèce commune de champignon (Fungi) basidiomycète non comestible du genre Caloboletus dans la famille des Boletaceae. Il est caractérisé par son pied réticulé jaune sur sa partie supérieure, rouge sur sa partie inférieure et sa chair amère bleuissante à la coupe.

## Taxonomie

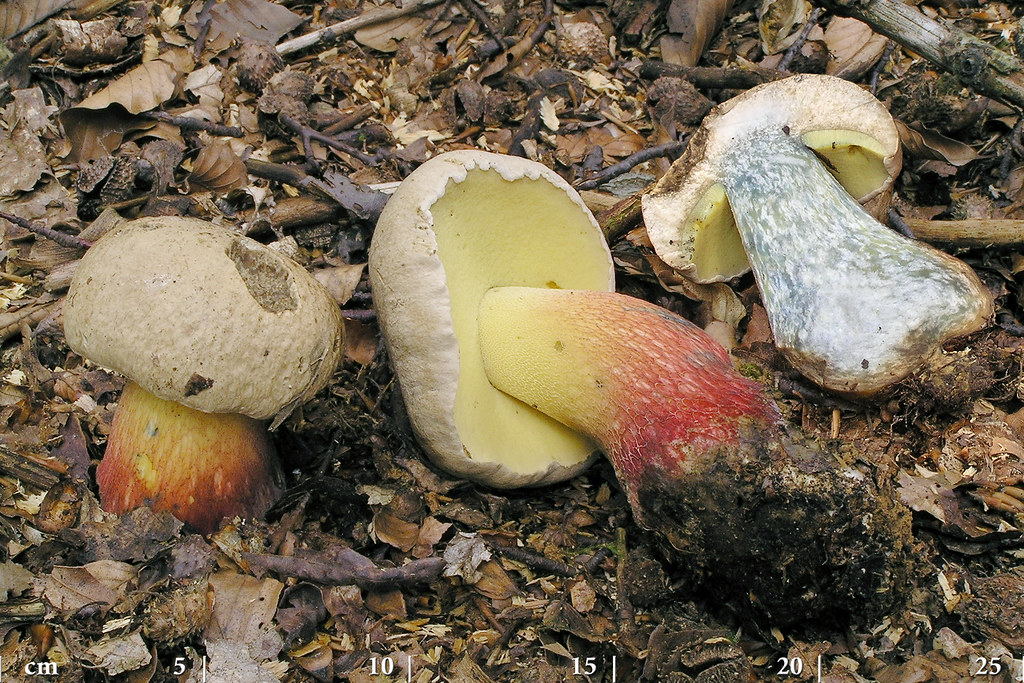
Collection de sporophores de C. calopus en Allemagne.

Le nom correct complet (avec auteur) de ce taxon est Caloboletus calopus (Pers.) Vizzini.
L'espèce a été initialement classée dans le genre Boletus sous le basionyme Boletus calopus Pers..

### Synonymes
Caloboletus calopus a pour synonymes :
- Boletus calopus var. ruforubraporus Bertéa & Estadès, 2001
- Boletus calopus var. ruforubriporus Bertéa & Estadès
- Boletus calopus (Pers.) Vizzini
- Boletus calopus Fr.
- Boletus calopus Pers.
- Boletus lapidum J.F.Gmel.
- Boletus olivaceus Rick
- Boletus olivaceus Schaeff.
- Boletus pachypus subsp. olivaceus (Schaeff.) Pers., 1825
- Boletus pachypus var. olivaceus (Schaeff.) Pers.
- Boletus subtomentosus subsp. calopus (Pers.) Pers.
- Boletus subtomentosus var. calopus (Pers.) Duby
- Boletus terreus Schaeff.
- Caloboletus calopus var. ruforubriporus (Bertéa & Estadès) Blanco-Dios
- Dictyopus calopus (Pers.) Quél.
- Dictyopus olivaceus (Schaeff.) Quél.
- Suillus calopus (Pers.) Poiret
- Suillus olivaceus (Schaeff.) Kuntze
- Tubiporus calopus (Pers.) Maire
- Tubiporus olivaceus (Schaeff.) Ricken

### Phylogénie

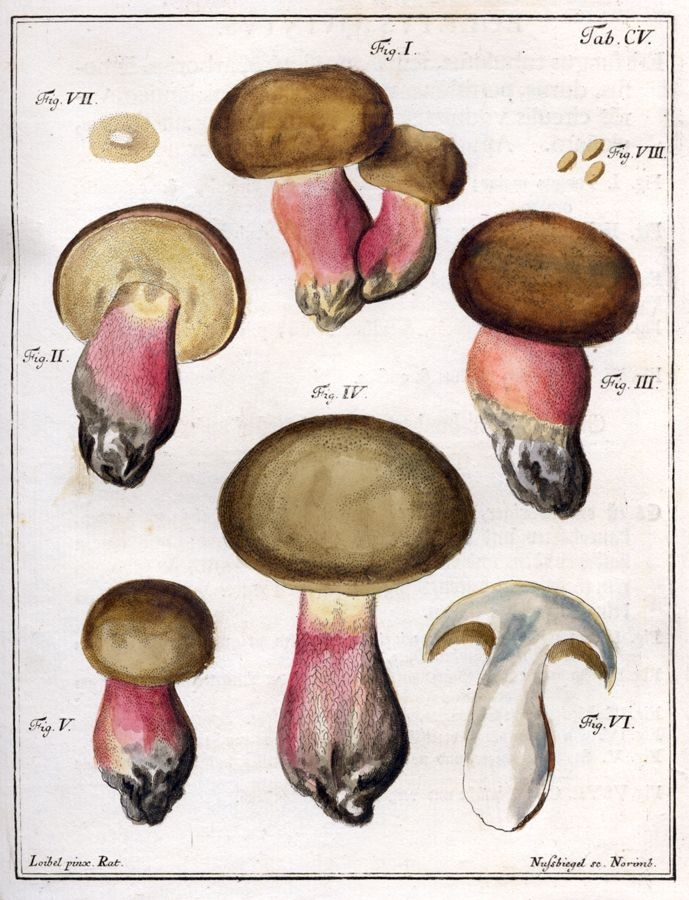
Représentation de Boletus olivaceus, aujourd'hui synonyme de Boletus calopus

Le Bolet à beau pied a été décrit pour la première fois en 1774 par Jacob Christian Schäffer sous le nom de Boletus terreus. Christian Hendrik Persoon reprend ce nom en 1801 en synonymie de son Boletus calopus. En 1821, Elias Magnus Fries retient ce dernier nom qui se retrouve ainsi sanctionné. Le nom de l'espèce est parfois écrit Boletus calopus Pers. : Fr. pour rappeler cette sanction, conformément au Code international de nomenclature botanique. En plus de Boletus terreus, trois autres synonymes homotypiques ont été proposés. En 1825, reprenant ses travaux systématiques, Persoon en avait fait une sous espèce Boletus subtomentosus subsp. calopus. Deux autres sont liés au transfert de l'espèce à deux genres. 
En 1886, Lucien Quélet crée la tribu des Boleti divisée en huit genres, dont le genre Dictyopus. Il est caractérisé par un chapeau large et ferme, un pied fort et réticulé, des pores jaunes. Calopus lui est rattaché. De même René Maire a-t-il proposé en 1937 de créer l'espèce Tubiporus calopus. Boletus olivaceus décrit par Schäffer en 1774 est placé en synonyme homotypique de Boletus pachypus par Fries. Mais ce dernier est devenu synonyme hétérotypique de Boletus calopus. En 1792, Johann Friedrich Gmelin avait décrit un Boletus lapidum mais ce non est illégitime. Boletus frustosus, publié initialement comme une espèce distincte par Walter Henry Snell et Esther Amelia Dick en 1941 fut ensuite considéré comme une variété de Boletus calopus par Orson Knapp Miller et Roy Watling en 1968. Alain Estadès et Gilbert Lannoy ont décrit la variété ruforubraporus et la forme ereticulatus en 2001.
En 1986, dans sa classification infragénérique du genre Boletus, Rolf Singer considère Boletus calopus comme l'espèce type de la section Calopodes, qui regroupe les espèces caractérisées par une chair blanchâtre ou jaunâtre, un goût amer et une réaction bleue dans les parois des tubes. Appartiennent à la même section Boletus radicans, Boletus inedulis, Boletus peckii et Boletus pallidus. 
En 2013, une étude phylogénétique montre que Boletus calopus et d'autres bolets à pores rouges appartiennent au clade dupainii (du nom de Boletus dupainii), constitué du noyau dur comprenant l'espèce type Boletus edulis et de ses champignons frères au sein des Boletineae. L'espèce fut transférée vers le genre Caloboletus en 2014, genre regroupant des espèces de bolets bleuissant à saveur amère.

### Étymologie
Le basionyme Boletus vient du latin bōlētus signifiant bolet. L'épithète spécifique calopus est dérivée du grec ancien καλός (kalόs), beau et πούς (poύs), pied, en référence à son beau pied coloré de rouge et de jaune. 

### Noms vulgaires et vernaculaires
Cette étymologie est à l'origine de ses noms vernaculaires, français Bolet à beau pied et le Bolet à pied joli, mais également dans d'autres langues comme l'allemand Schönfußröhrling. En anglais, il est appelé Bitter beech bolete, soit le bolet amer du hêtre, en référence à son goût et à l'arbre auquel il est préférentiellement associé.

## Description du sporophore

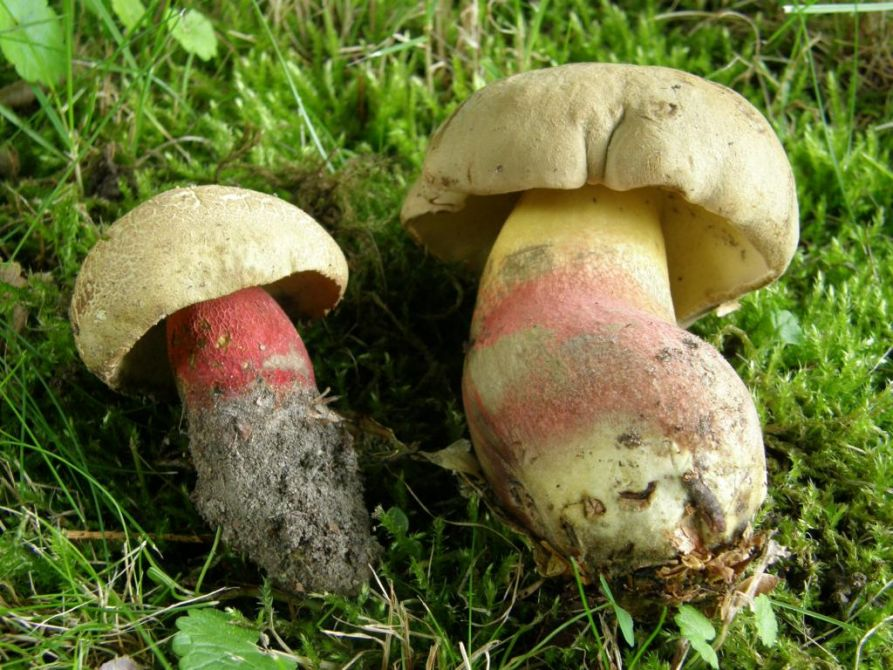
Deux C. calopus en Hongrie.

Les bolets sont des champignons dont l’hyménophore, constitué de tubes et terminés par des pores, se sépare facilement de la chair du chapeau. Ce chapeau d'abord rond, recouvert d'une cuticule, devient convexe à mesure qu’il vieillit. Ils ont un pied (stipe) central assez épais et une chair compacte. Les caractéristiques morphologiques de C. calopus sont les suivantes :
Son chapeau mesure 15 cm de diamètre, rarement 20. Il est blanc, beige à olive. D'abord globuleux, il s'ouvre ensuite pour devenir hémisphérique, puis s'étale tout en restant convexe. Le chapeau est lisse ou pubescent, puis développe parfois des craquelures en vieillissant. La cuticule recouvre la marge.
L'hyménophore présente des pores concolores aux tubes, d'abord jaune pale, bleuissant au toucher. Ils deviennent olivacés en vieillissant. Au nombre de un à deux par millimètre, ils sont circulaires en étant jeunes puis anguleux. Les tubes mesurent jusqu'à 2 cm de longueur.
Son stipe est jaune dans la partie supérieure et rouge en dessous, mais il est parfois complètement rougeâtre. La partie supérieure est couverte d'un réseau saillant de couleur blanche,. Il mesure 7  à   15 cm de long sur 2  à   5 cm de large. Il peut être plus épais à la base ou avoir une largeur constante. Parfois, chez les champignons matures ou les spécimens récoltés depuis quelques jours, la couleur du stipe rougeâtre disparaît complètement et est remplacée par des tons ocre brun. La chair jaune pâle bleuit lorsqu'elle est blessée, la décoloration s'étalant à partir de la zone endommagée. Son odeur peut être forte et a été comparée à l'encre.

La chair est épaisse, ferme au début, blanchâtre, vineuse à la base du pied, bleuissant modérément à la coupe. Son odeur nulle et sa saveur est amère.

Principaux caractères distinctifs
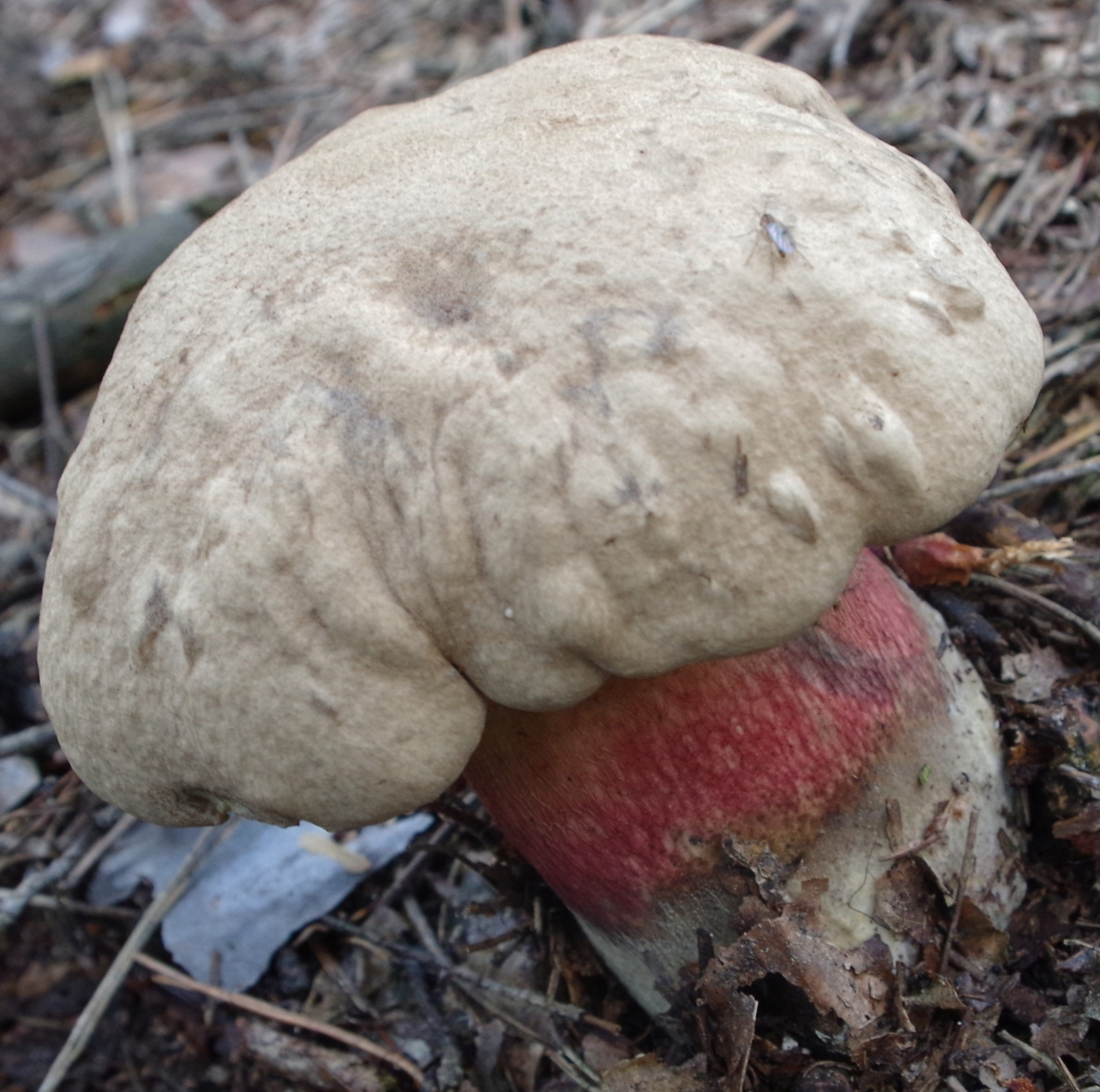
Chapeau blanchâtre à brun-gris.
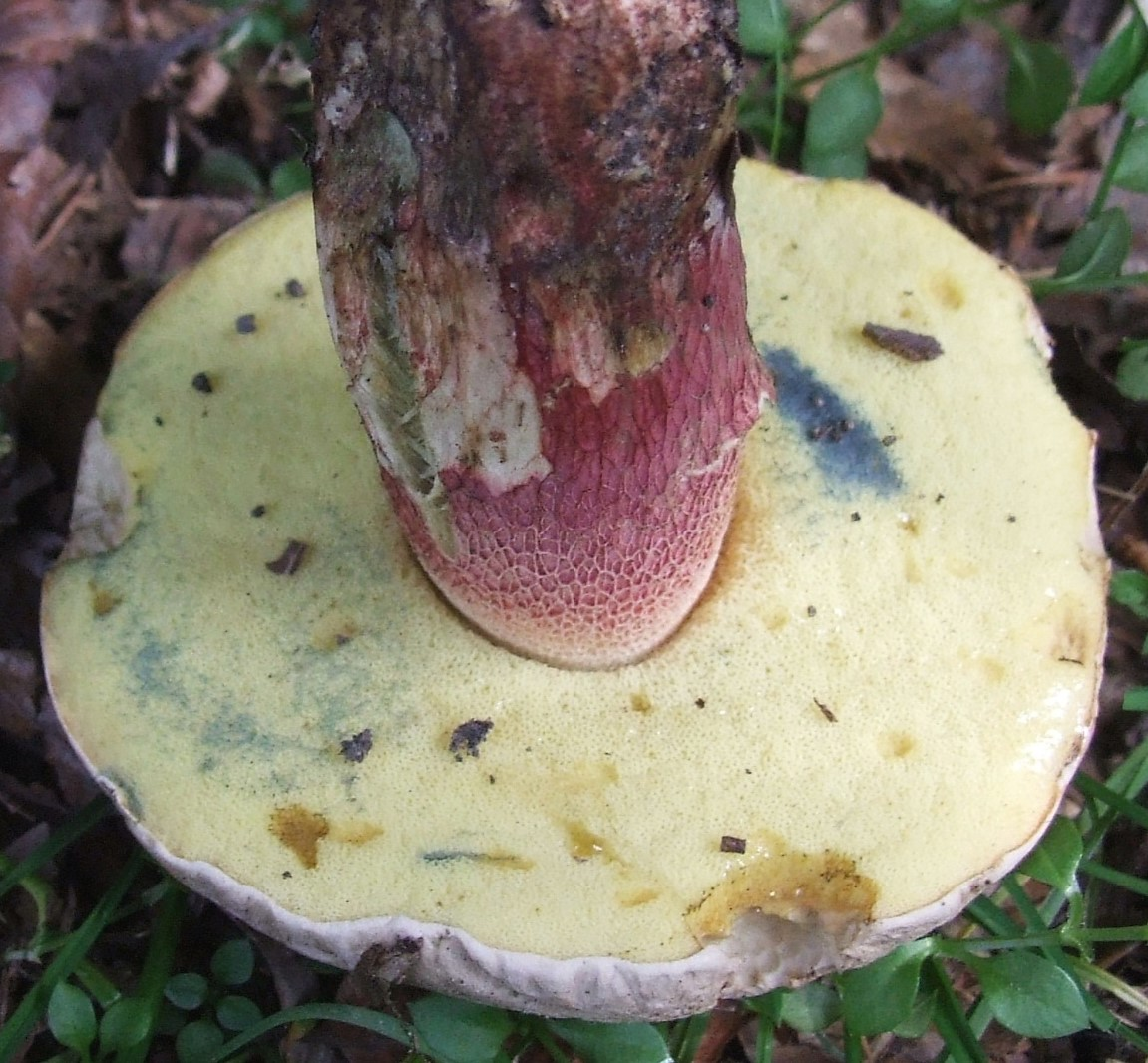
Pores jaunâtres, bleuissants à la pression.
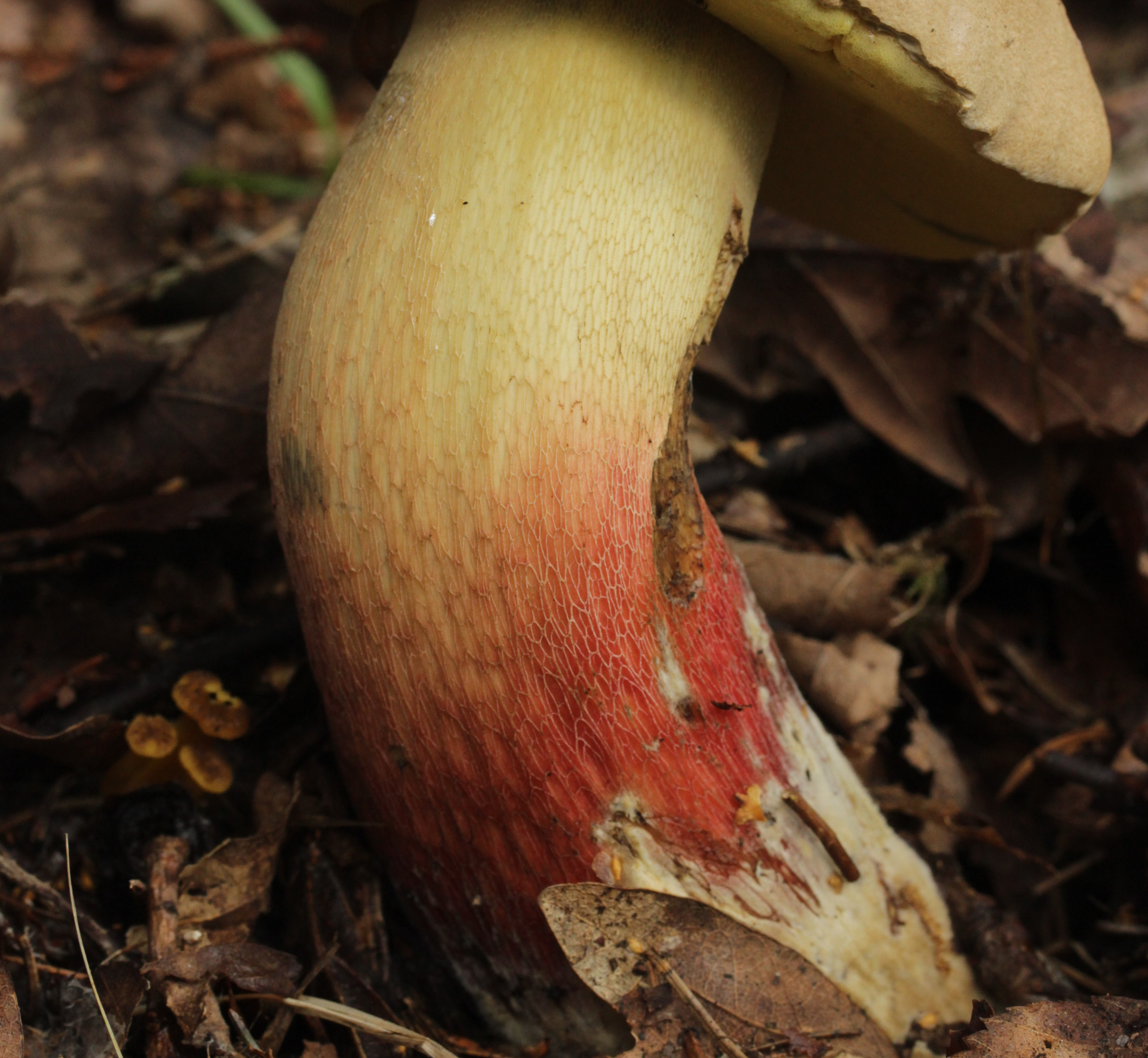
Pied jaune et rouge.
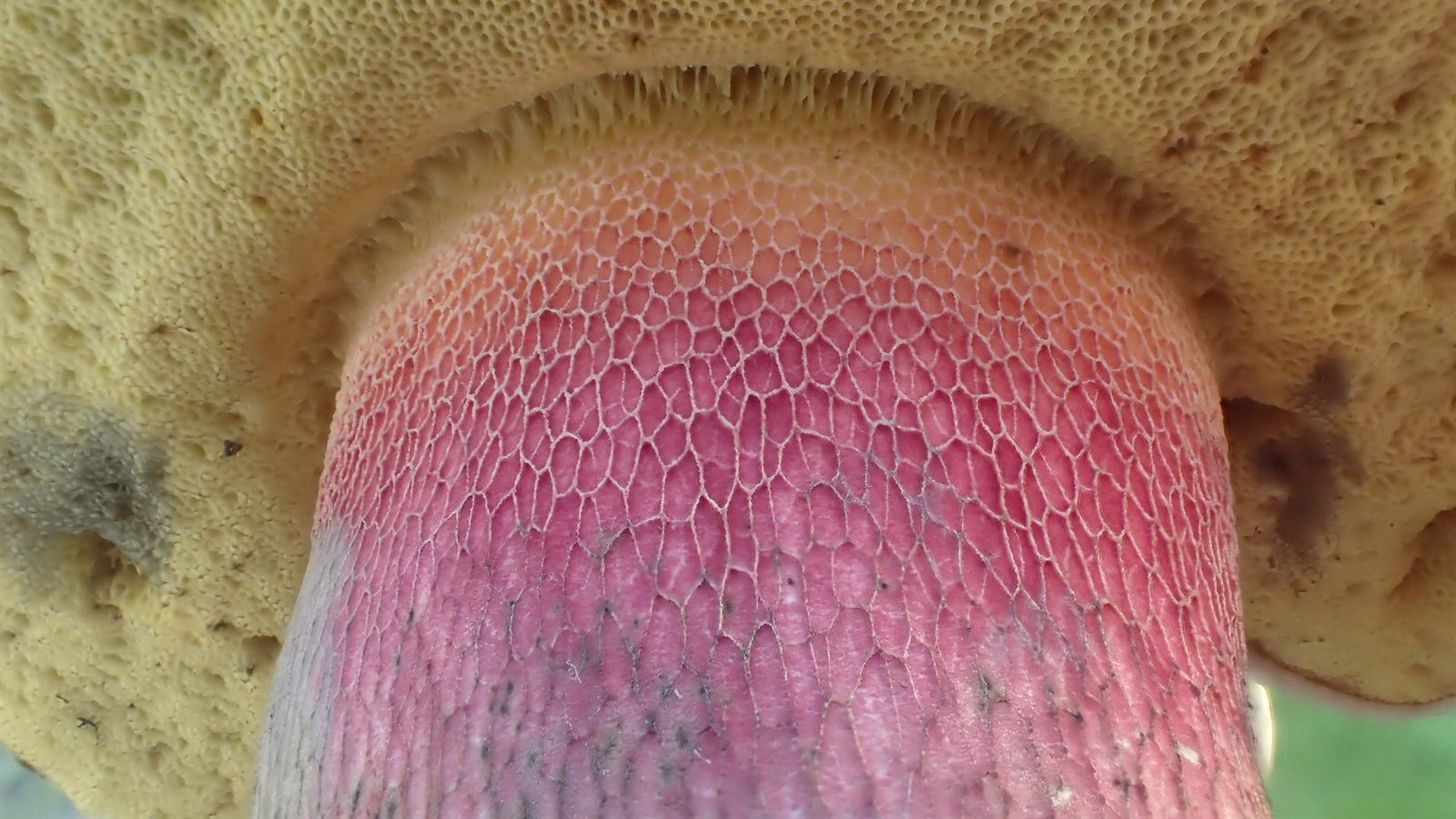
Pied orné d'un net réseau.
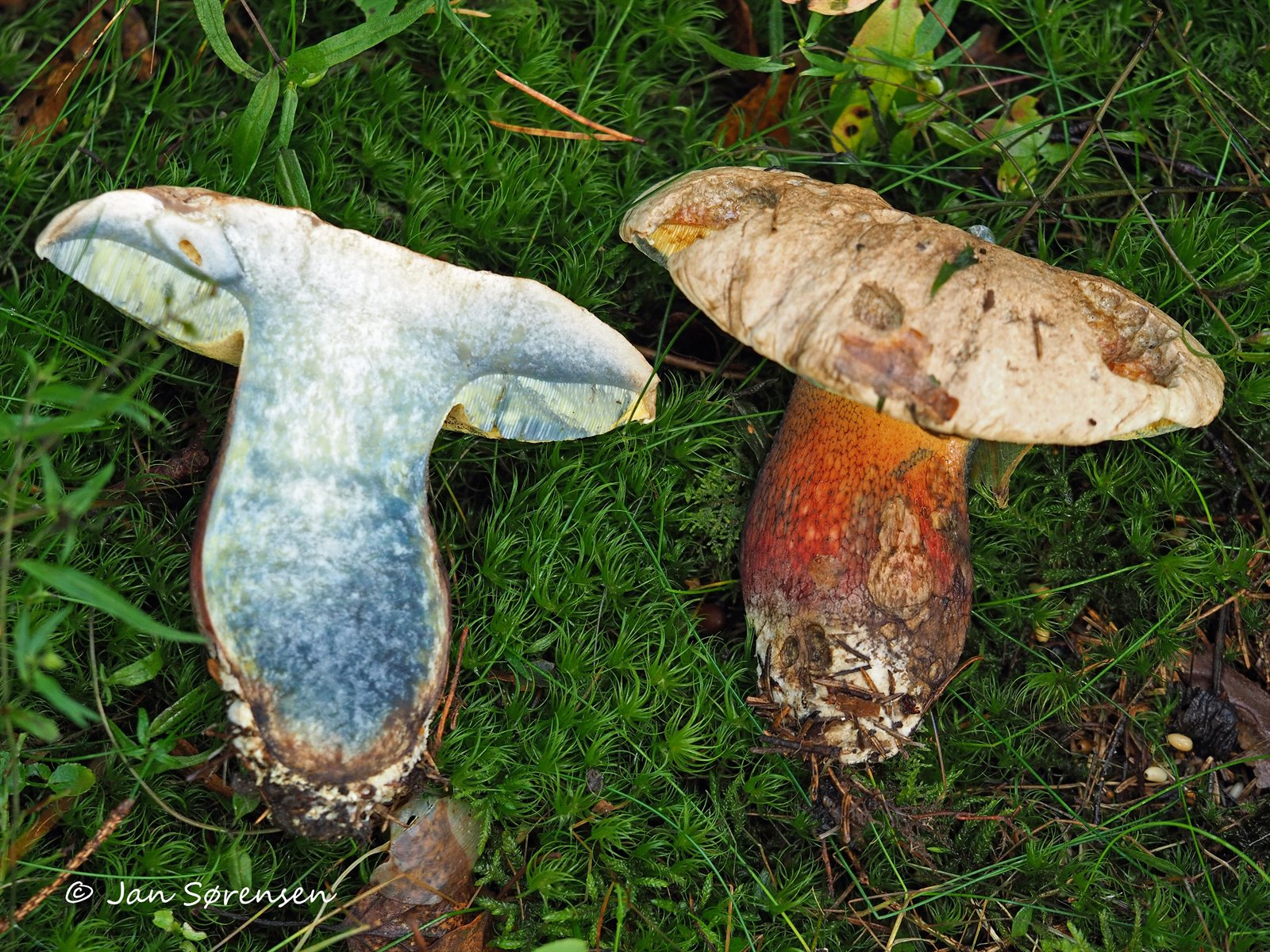
Chair modérément bleuissante à la coupe.

### Réactions chimiques
La chair se colore en brun-jaune en réaction à l'application d'hydroxyde de potassium ou d'ammoniaque et en vert-olive avec le sulfate ferreux.

### Caractéristiques microscopiques
La sporée est de couleur olive ou brun olive. Les spores lisses et elliptiques mesurent 13  à   19 μm sur 5  à   6 μm. Les basides en forme de massue possèdent quatre spores et mesurent 30  à   38 μm x 9  à   12 μm. Les cystides, hyalines, en fuseau ou en massue, mesurent 25  à   40 μm sur 10  à   15 μm.

## Galerie

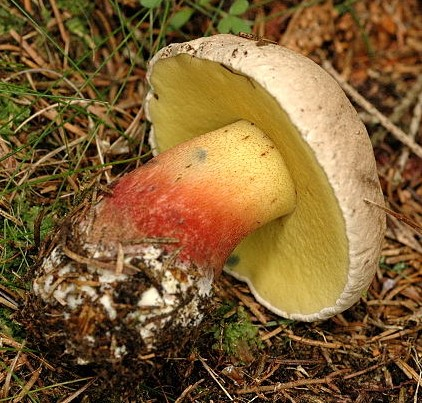
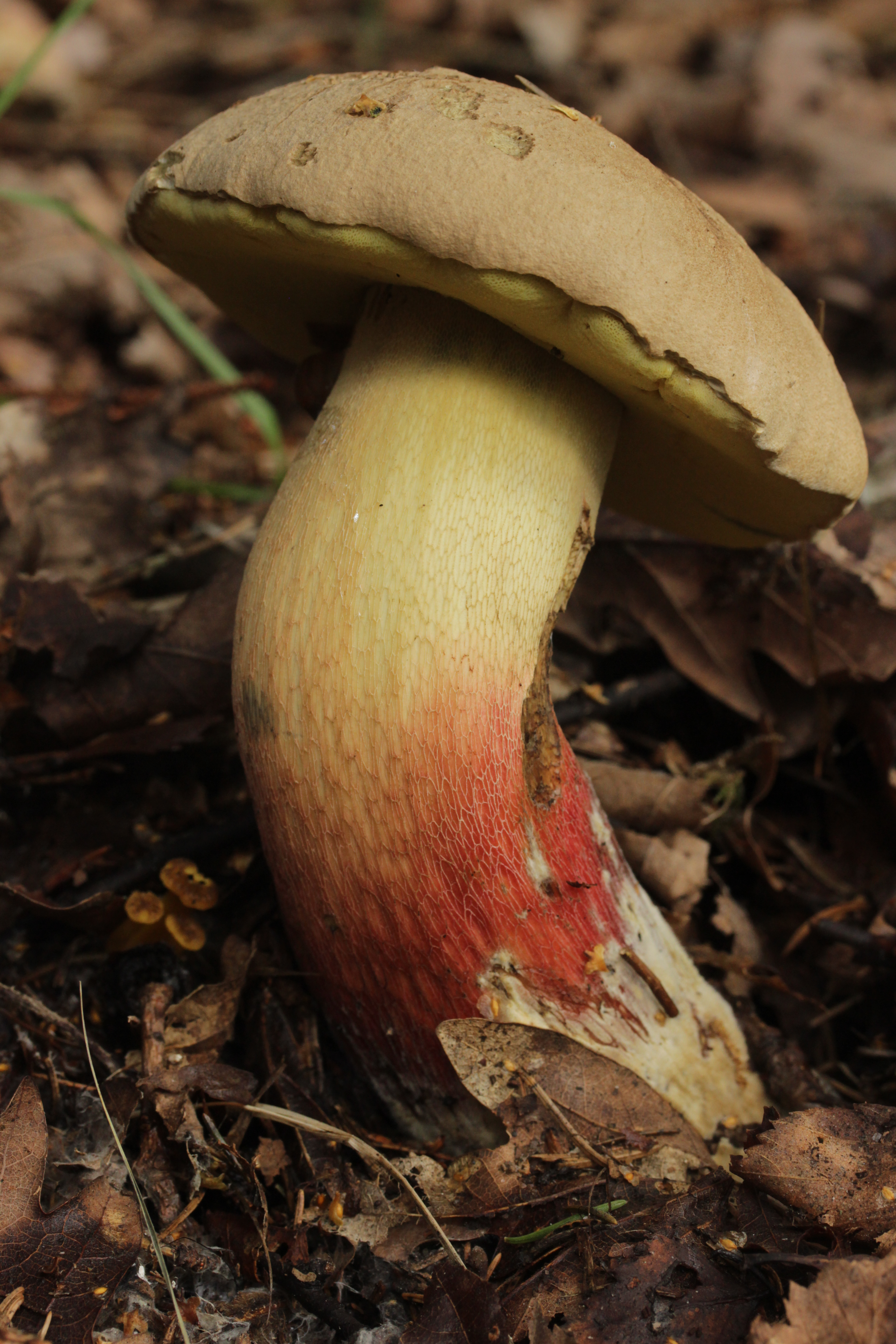
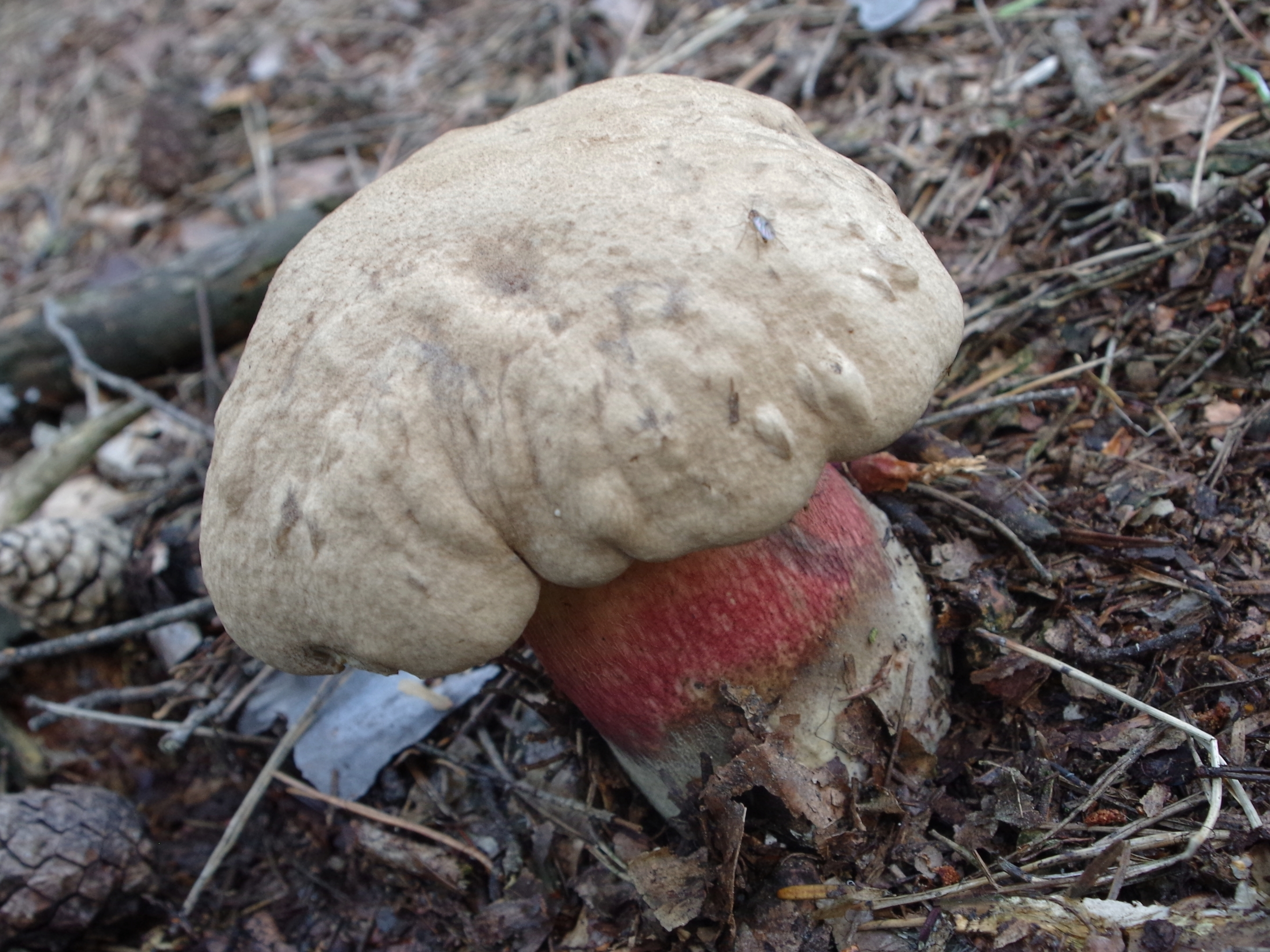
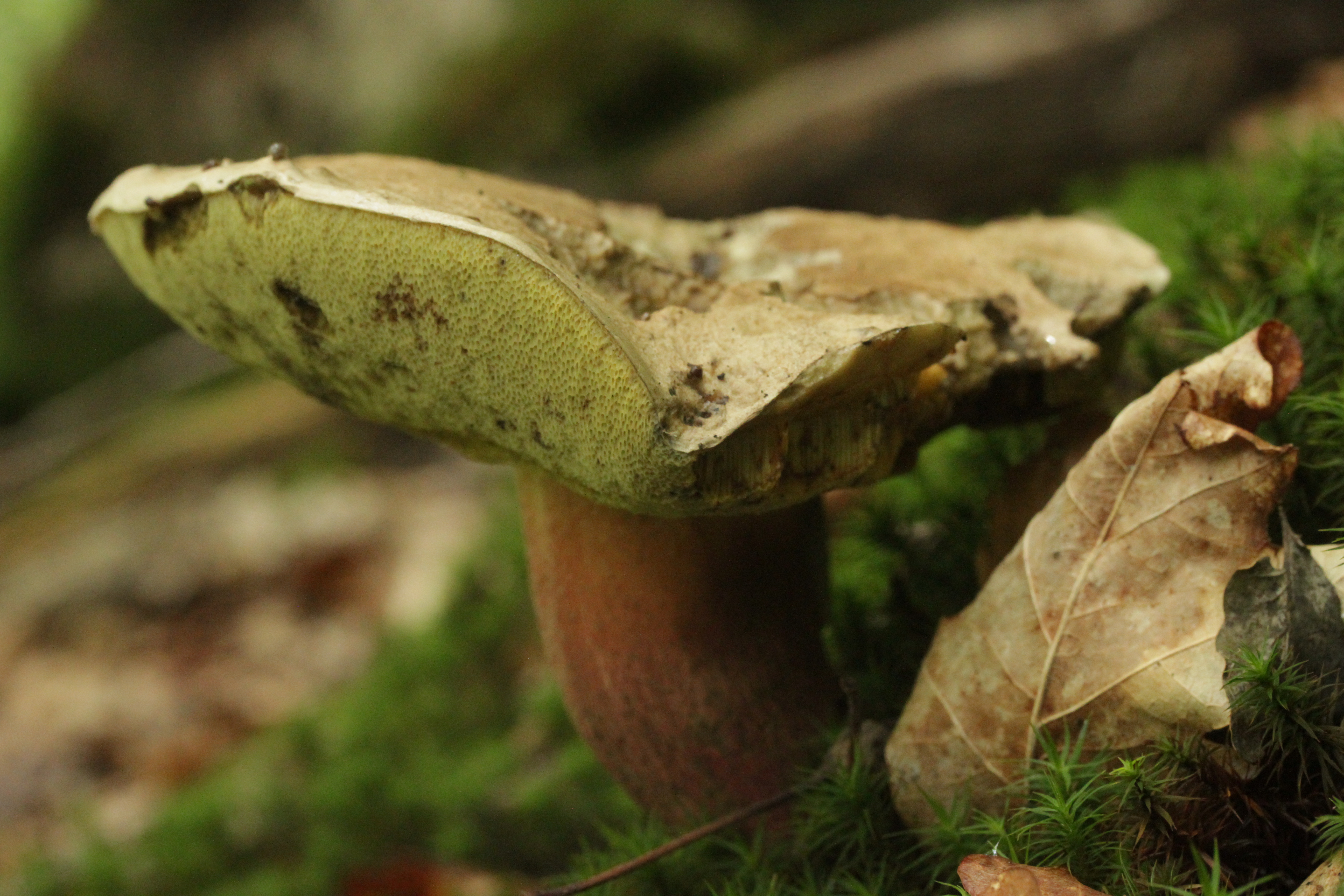
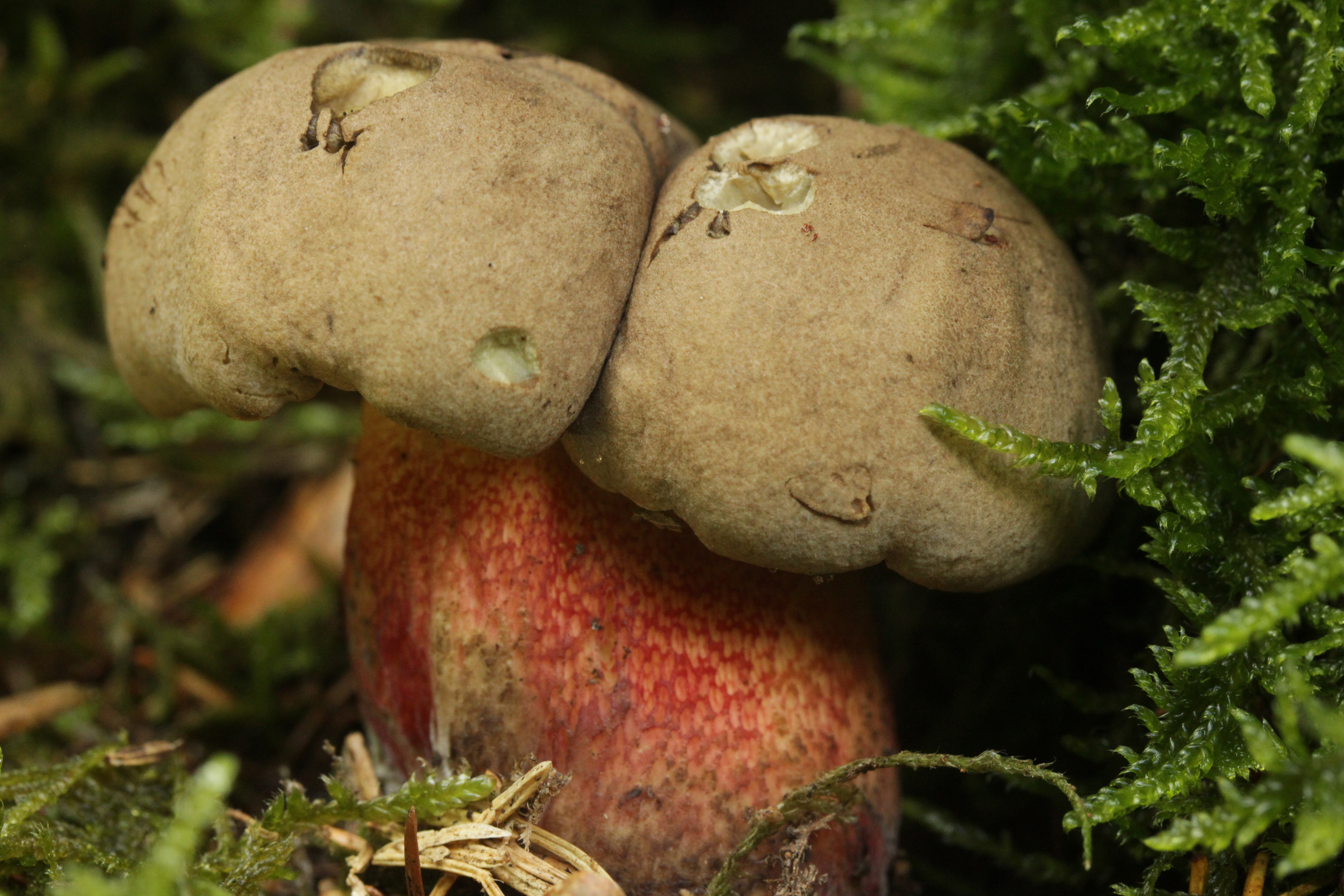
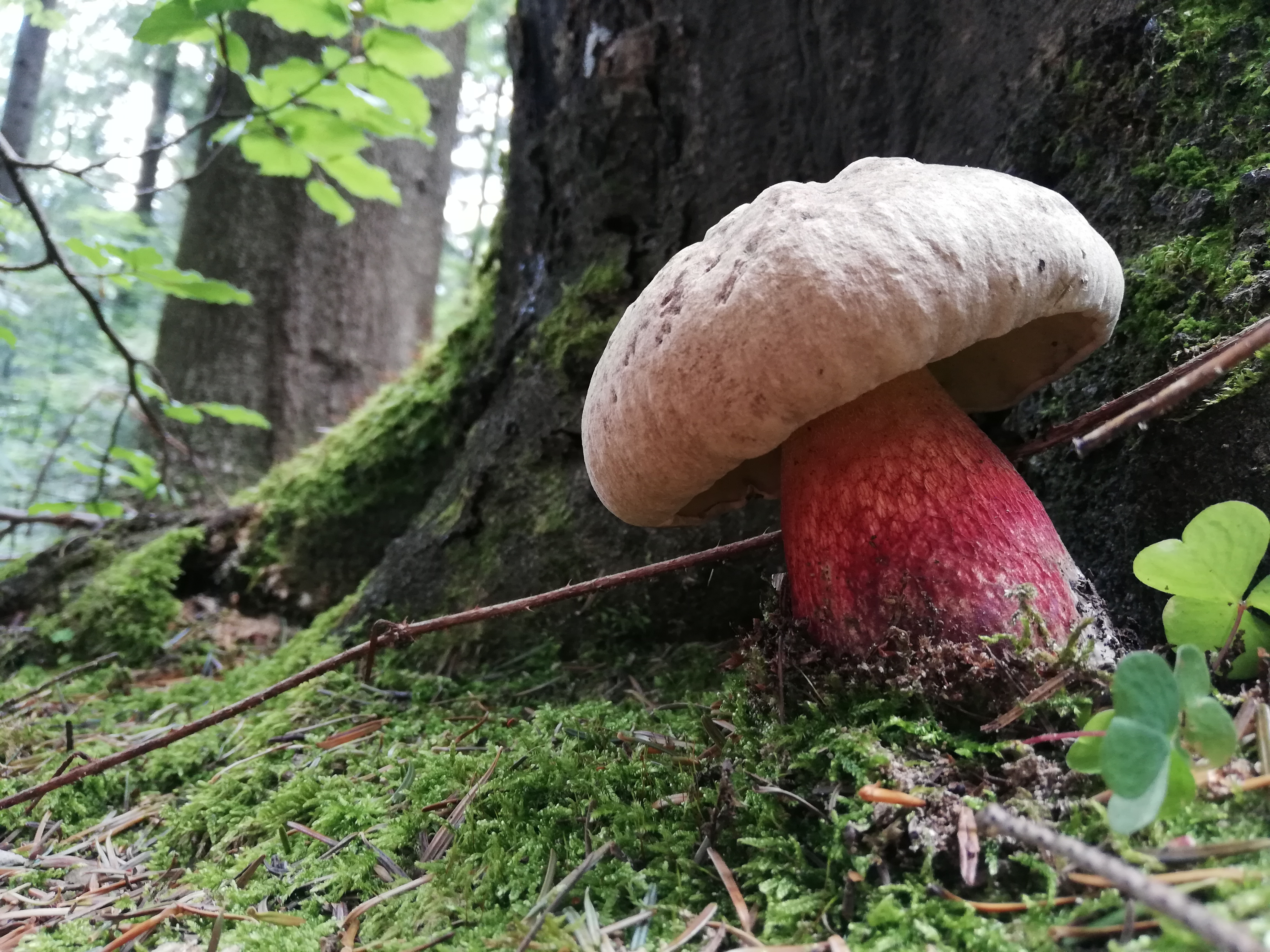
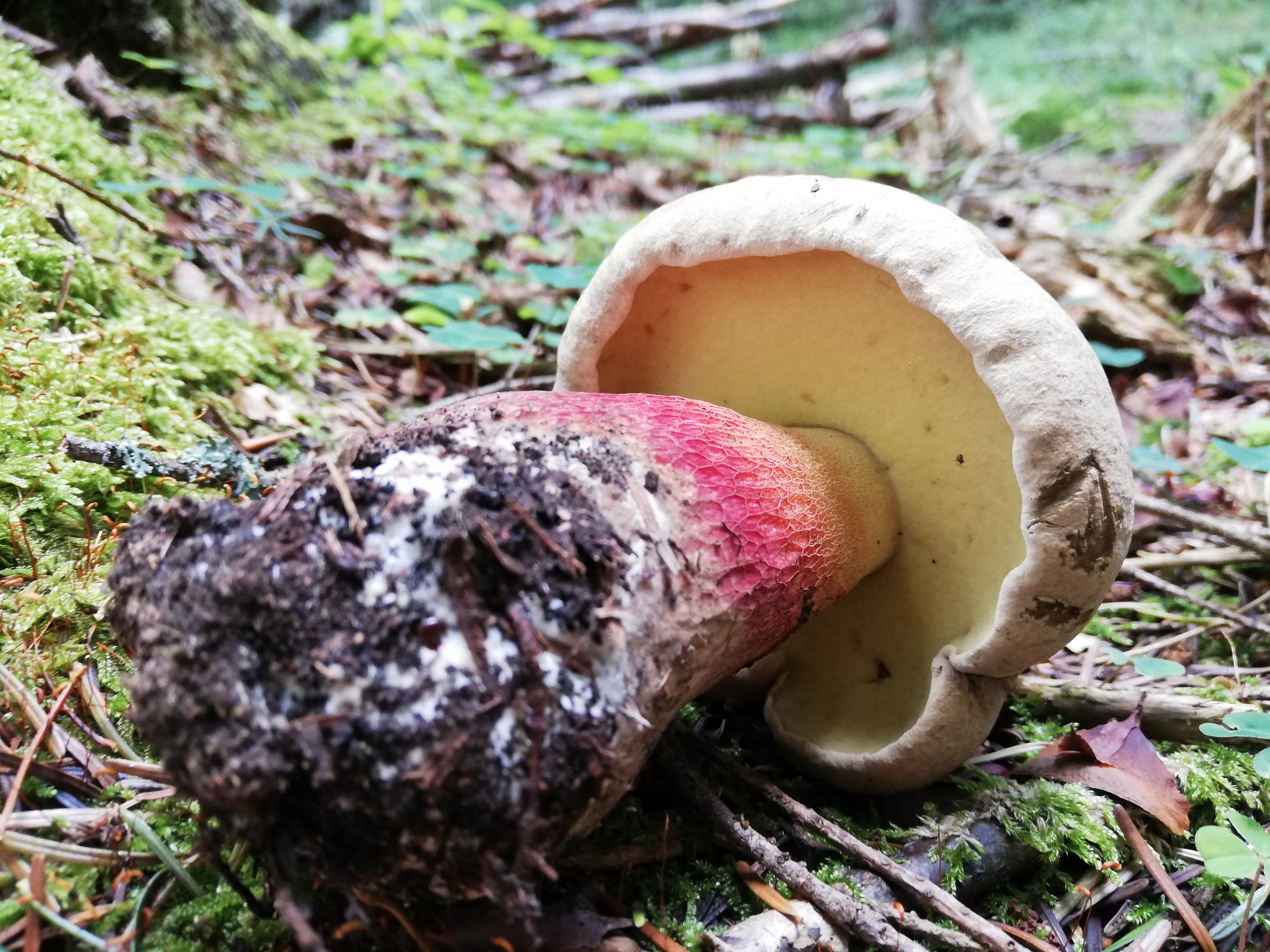
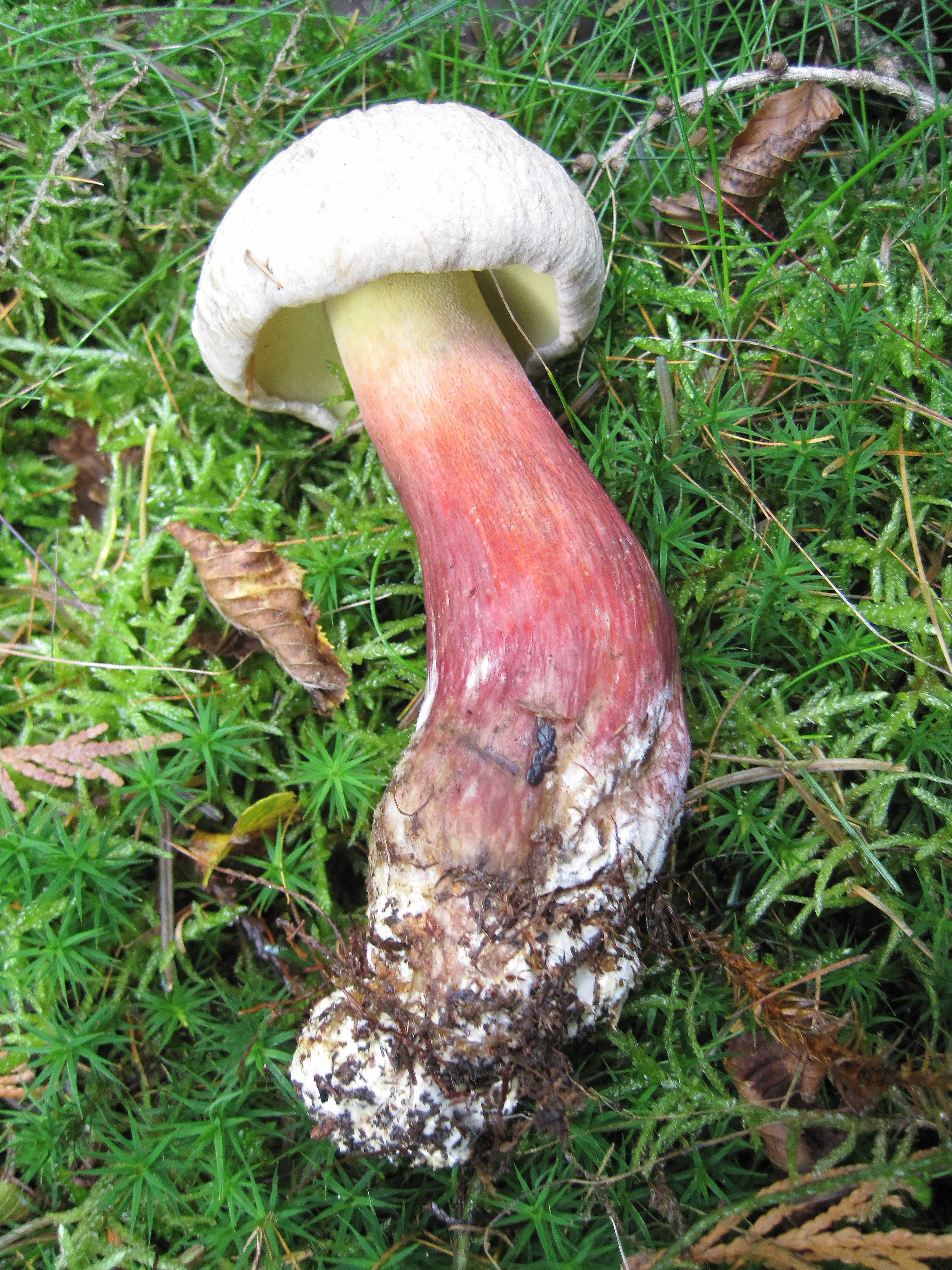
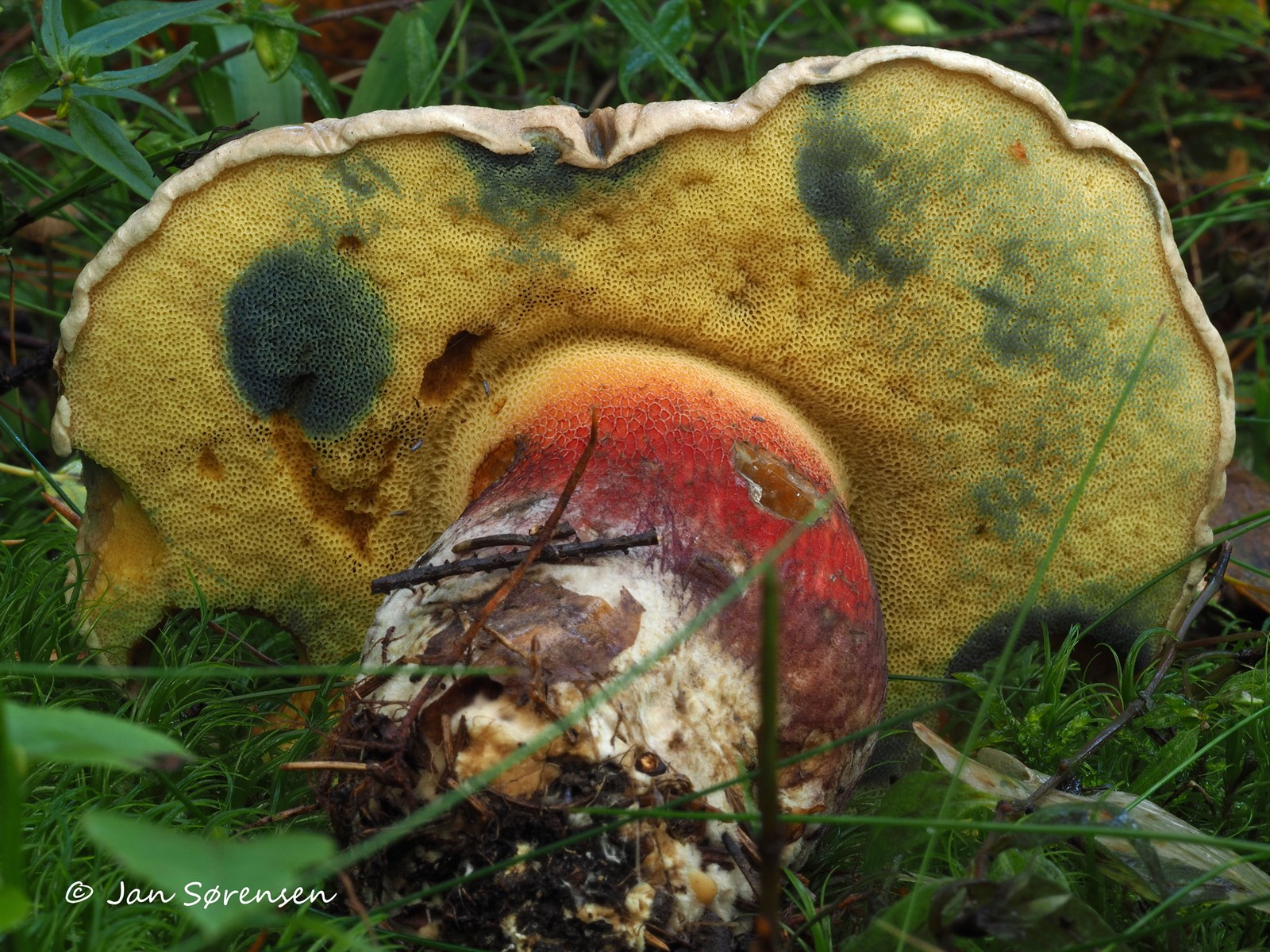
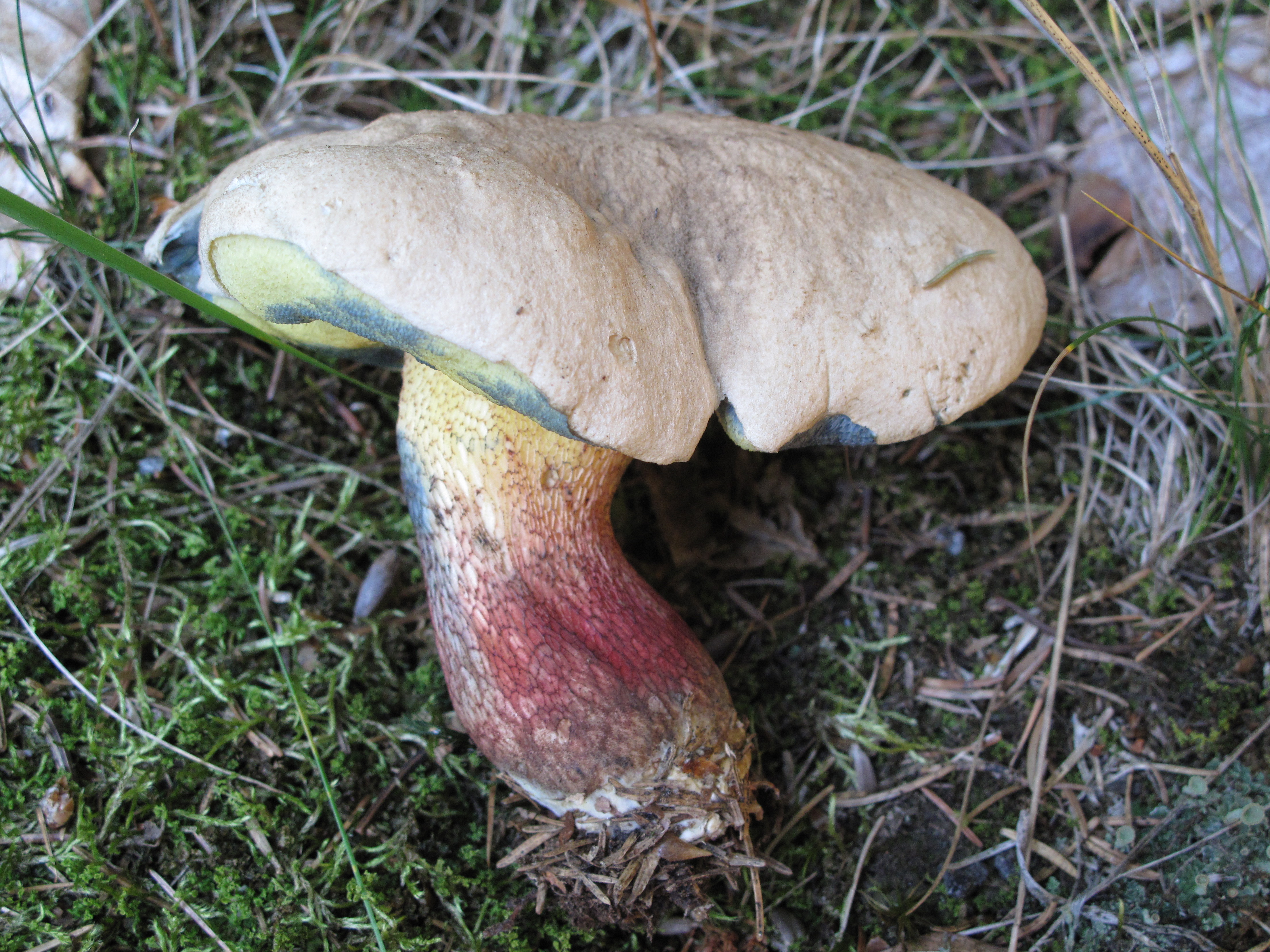
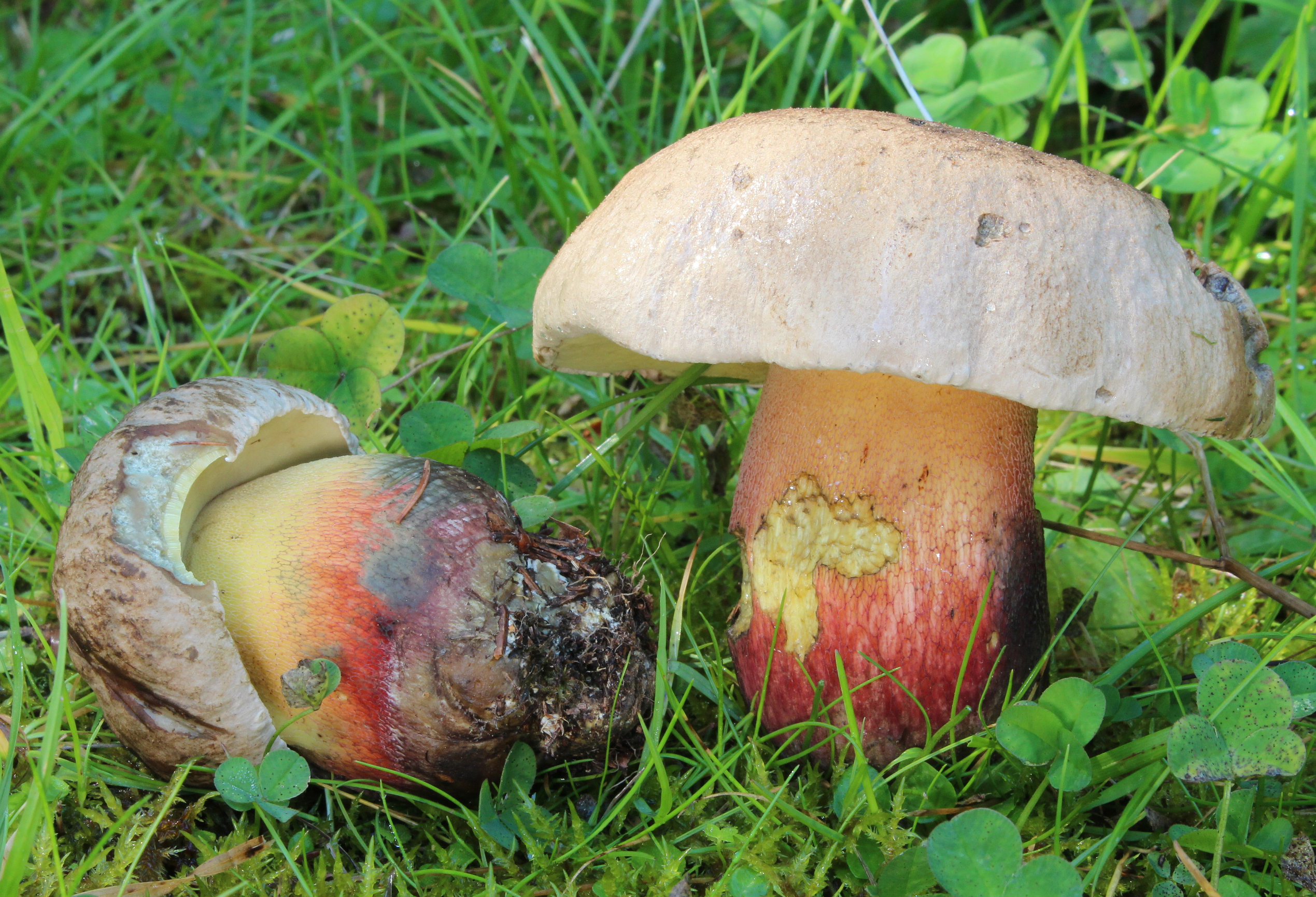
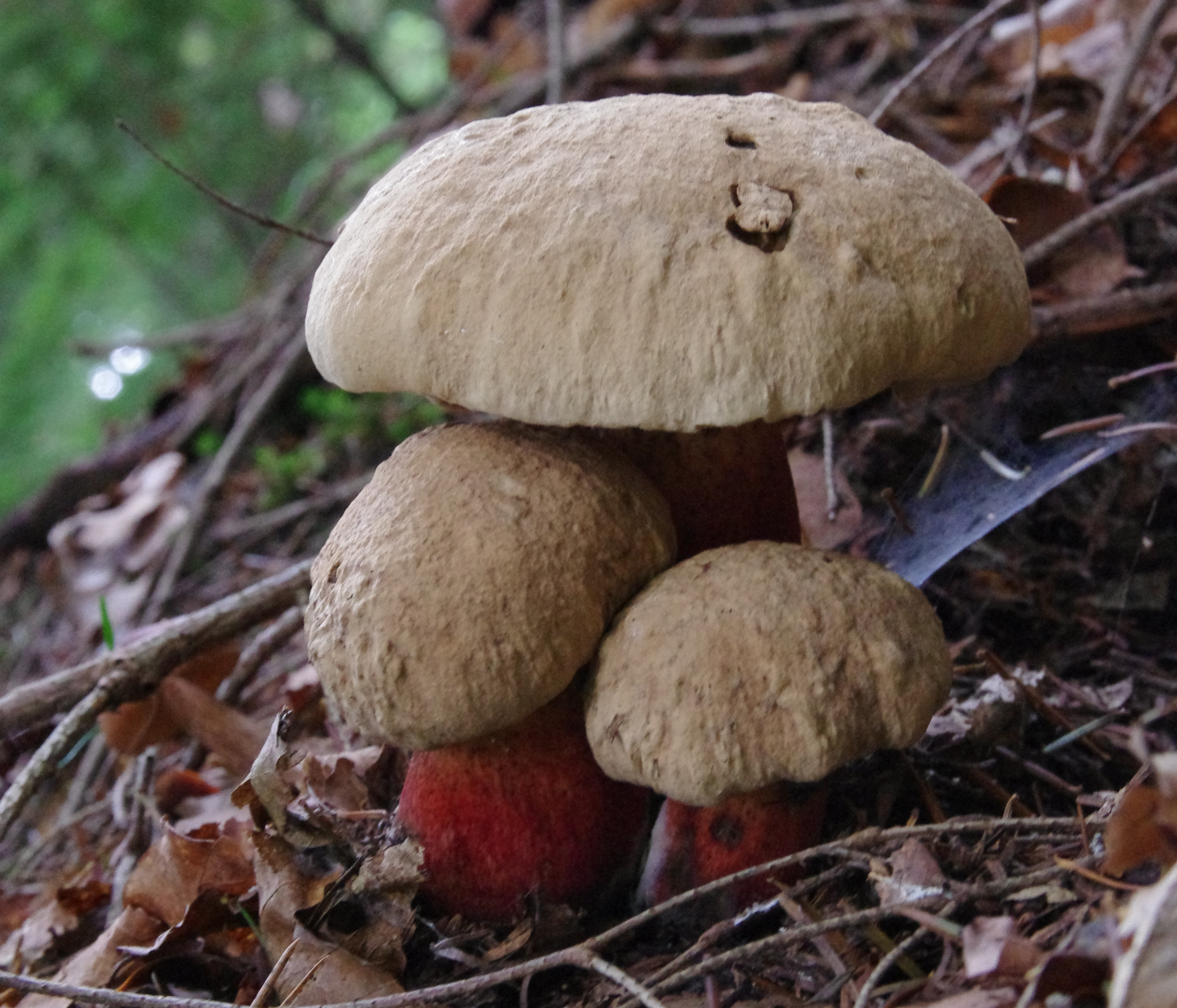
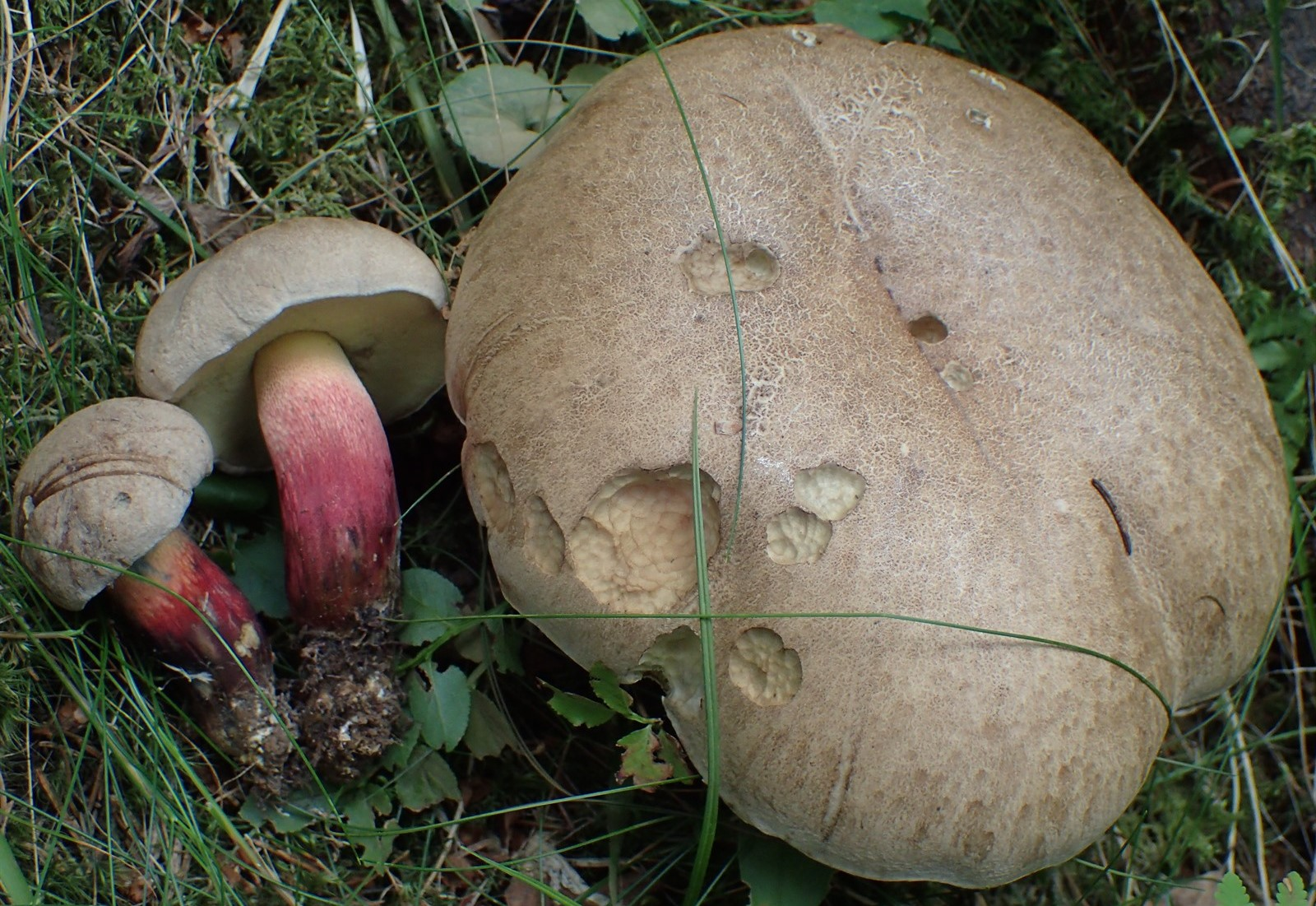
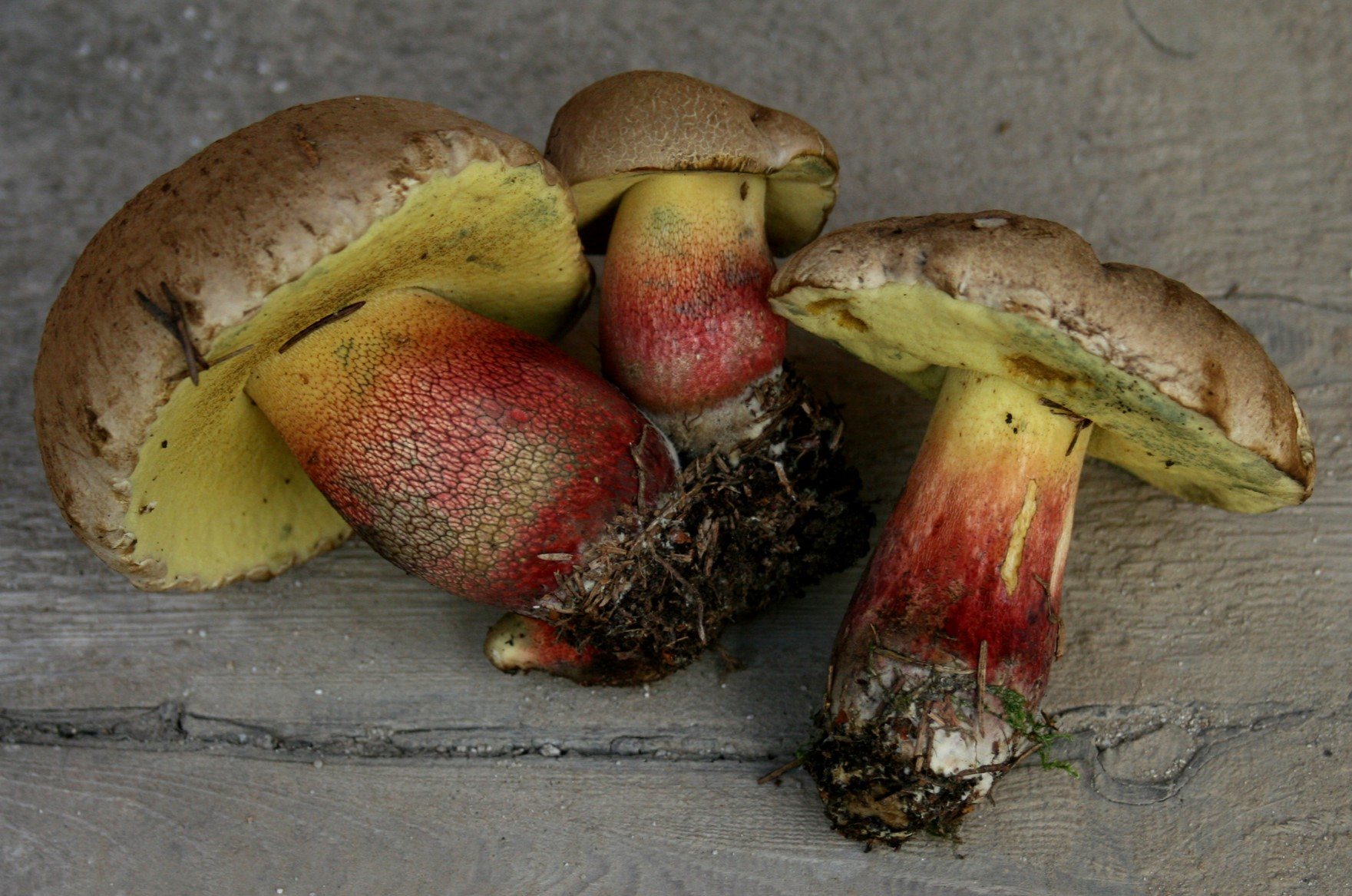
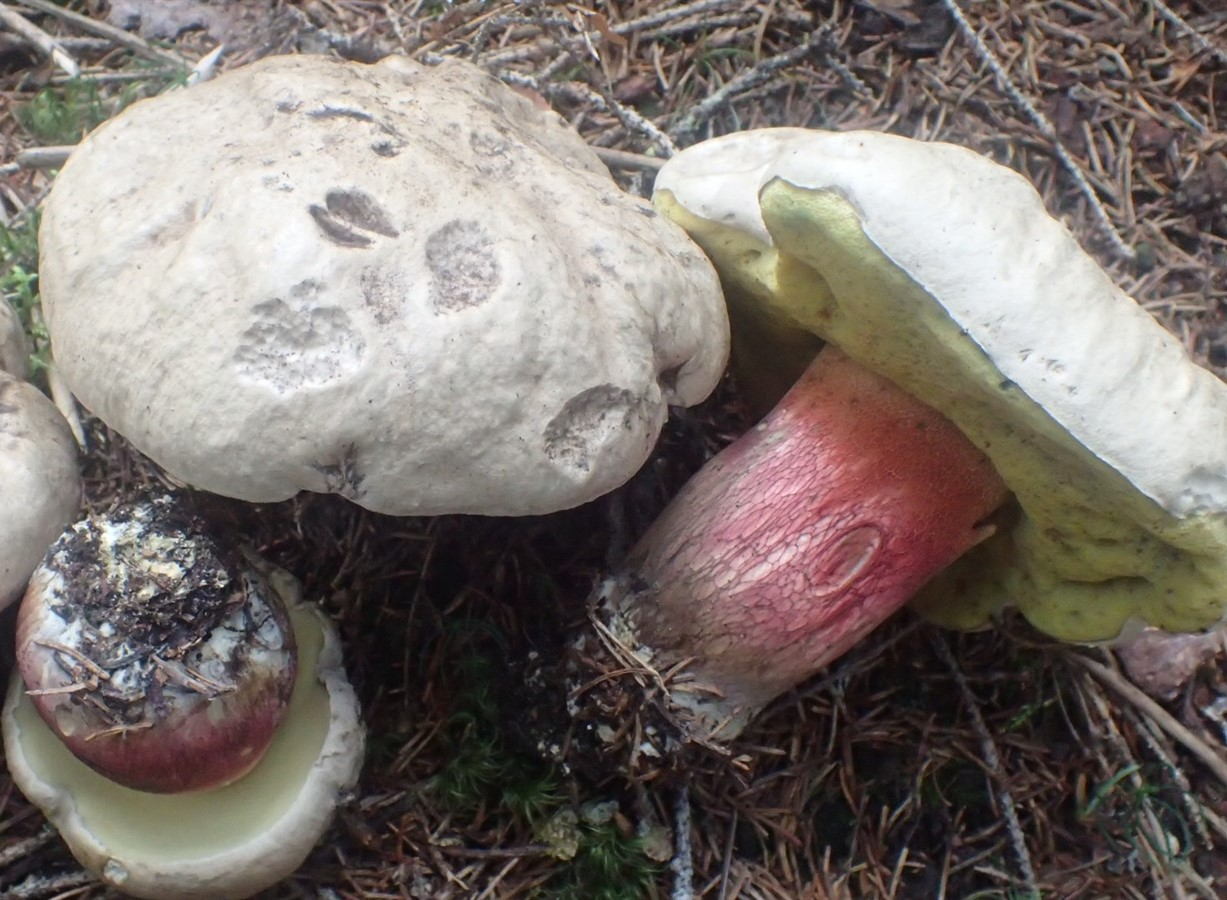
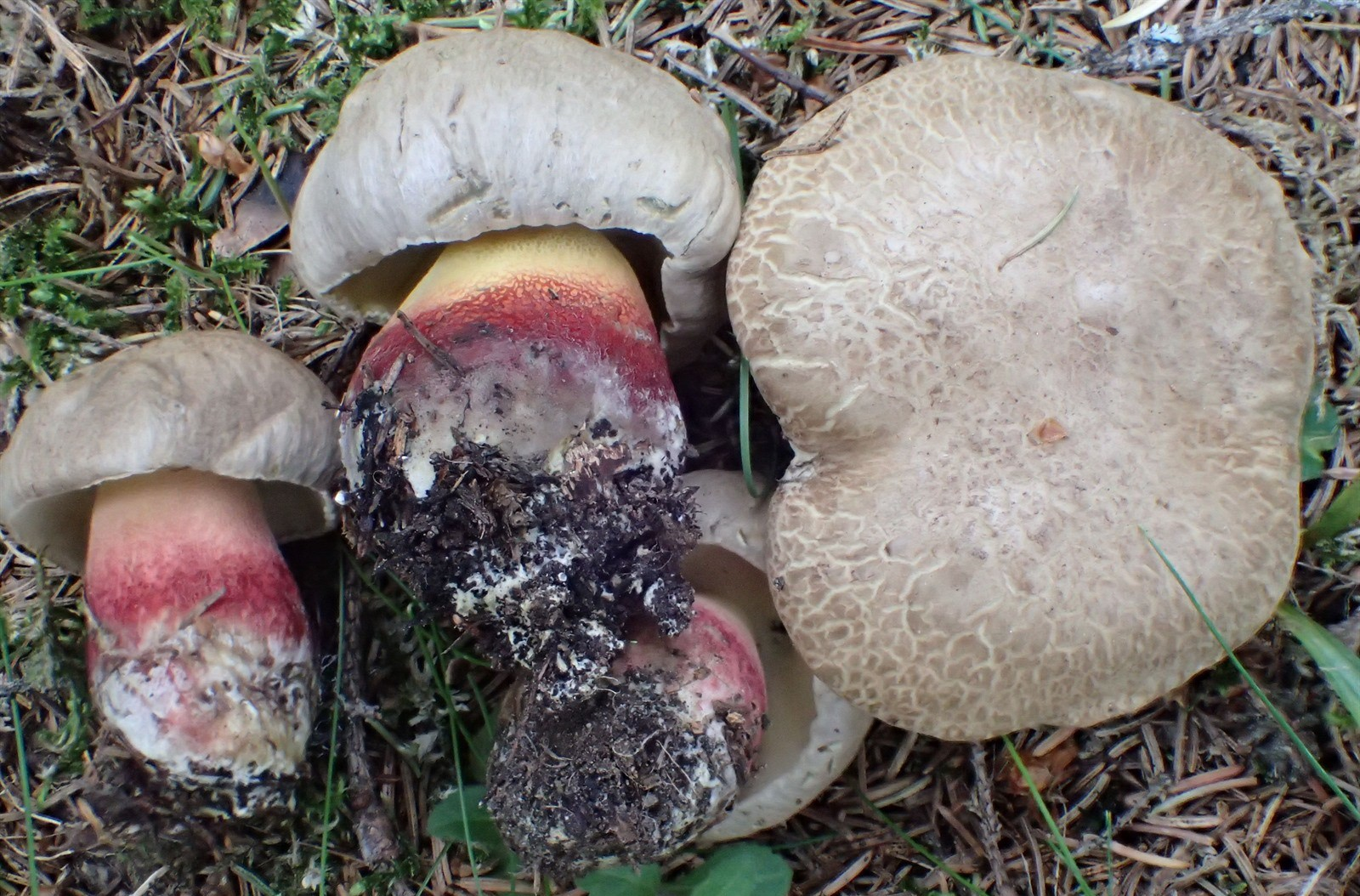
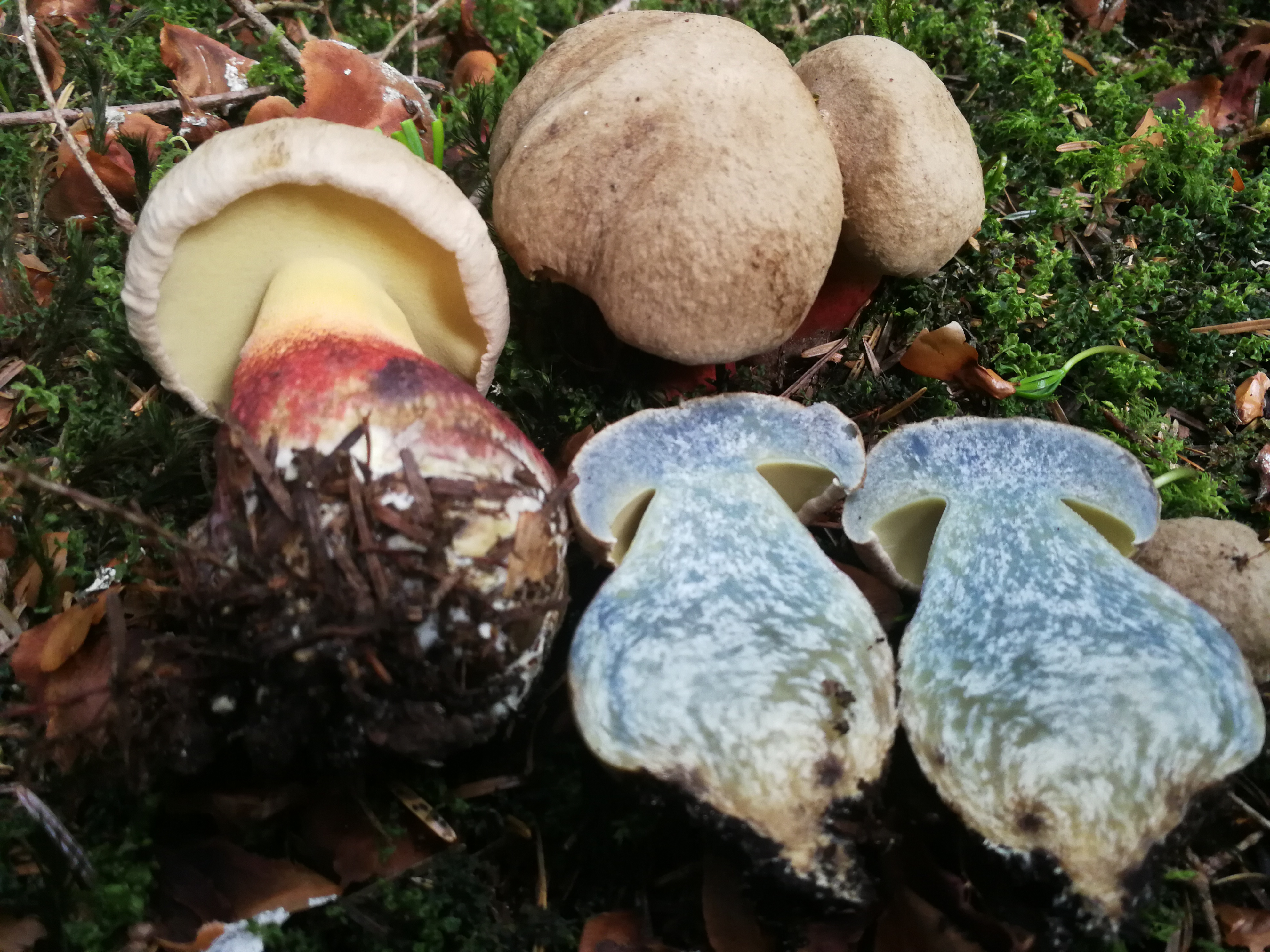

## Variétés et formes
- Caloboletus calopus var. frustosus est morphologiquement semblable à la variété principale mais son chapeau est aréolé quand il est mûr. Ses spores sont légèrement plus petites, mesurant 11  à   15 μm sur 4  à   5,5 μm[28].
- Caloboletus calopus f. ereticulatus, est aujourd'hui considérée comme une espèce sous le nom de Caloboletus polygonius, le réseau couvrant le haut du pied est remplacé par des points rouges[33].
- Caloboletus calopus var. ruforubraporus, variété à pores rouge roux, chapeau vite chamois beige, brunâtre. Pores d'un beau roux à rouge roux. Chair blanche, blanchâtre dans le chapeau, verdissante bleuissante. Saveur plus ou moins amère ou acidulée. Sous Castanea avec Pinus, en terrain siliceux[34].

## Habitat et distribution
Espèce ectomycorhizienne, Caloboletus calopus apprécie les bois de conifères et de feuillus, principalement le hêtre et les chênes. On le rencontre de juillet à décembre, sur sol calcaire, souvent en altitude, en Europe du Nord, en Amérique du Nord (dans le Michigan, le New Hampshire et l'État de New-York et dans la région du Nord-Ouest Pacifique) et jusqu'au Mexique. Il est également présent en Turquie dans la région de la Mer Noire, au Pakistan, dans le Yunnan en Chine, en Corée et à Taiwan.
Caloboletus frustosus est connue en Californie et en Idaho dans les Montagnes Rocheuses. En 1968, après avoir comparé les collections européennes et nord-américaines, Miller et Watling suggèrent que la forme typique de Caloboletus calopus était absente des États-Unis. Un travail semblable mené par d'autres aboutit à une conclusion opposée. L'espèce est donc incluse dans la fonge d'Amérique du Nord,,.

## Comestibilité
Même s'il est attrayant, le Bolet à beau pied n'est pas considéré comme comestible, puisque sa forte amertume ne disparaît pas à la cuisson et le rend immangeable, il peut être considéré comme toxique dans le sens où il peut être émetique (vomitif) si consommé . Il est consommé dans la Russie extrême-orientale, en Ukraine et en Pologne après des techniques de cuisson et d'ébullition censées supprimer son amertume, bien qu'aucune étude n'ai pu évaluer la sécurité alimentaire des sporophores après ces processus. 

### Composition chimique
Le goût amer est principalement dû à deux composés, la calopine et un dérivé δ-lactone, l'O-acétylcyclocalopine A. Ils contiennent un motif structurel connu, le 3-méthylcatéchol, qui est rare dans les substances naturelles. Une synthèse totale de calopine a été obtenue en 2003.
Trois dérivés de l'acide pulvinique, les acides atromentique, variégatique et xérocomique, présents dans ce champignon, inhibent les cytochromes P450, une importante famille d'enzymes impliquées dans le métabolisme des médicaments et dans la bioactivation. 

Acide xérocomique
Acide variégatique
Structure de la calopine

Les sesquiterpénoïdes cyclopinol et bolétunones A et B ont également été découverts. Les deux derniers composés hautement oxygénés présentent in vitro une activité significative éliminant les radicaux libres. Les composés 3-octanone (47,0 % de tous les composés volatils), 3-octanol (27,0 %), 1-octène-3-ol (15,0 %) et le limonène (3,6 %) donnent au carpophore son odeur.

## Confusions possibles
La coloration générale de Caloboletus calopus, avec son chapeau pâle, ses pores jaunes et son pied jaune rouge orné d'un réseau, est typique et peu trompeuse. Il peut éventuellemen être confondu avec les espèces suivantes :
- Le Bolet Satan (Rubroboletus satanas) est souvent confondu avec lui, néanmoins, le Bolet Satan a des pores rouges. Toxique.
- Le Bolet blafard (Suillellus luridus) peut ressembler aux grands spécimens pâles, cependant, S. luridus a des pores orangeâtres et un chapeau brun. Comestible cuit, toxique cru.
- Le Bolet radicant (Caloboletus radicans) peut aussi ressembler aux spécimens ayant perdu leurs couleurs, il a un chapeau blanchâtre à brunâtre, despores jaunes et au pied jaune à blanchâtre, discrètement réticulé. Amer, non comestible, potentiellement émétique.
- Le Bolet non-réticulé (Caloboletus polygonius) ressemble au Bolet à beau pied mais son pied n'a pas de réseau, il est aussi plus grêle et très rare. Amer, non comestible, potentiellement émétique.
- Les Xerocomellus du style du  Bolet à chair jaune (Xerocomellus chrysenteron) peuvent rappeler le Bolet à beau pied, néanmoins, ils sont bien plus grêles et petits, n'ont pas de réseau, ne bleuissent presque pas à la coupe et n'ont pas de saveur amère[30].

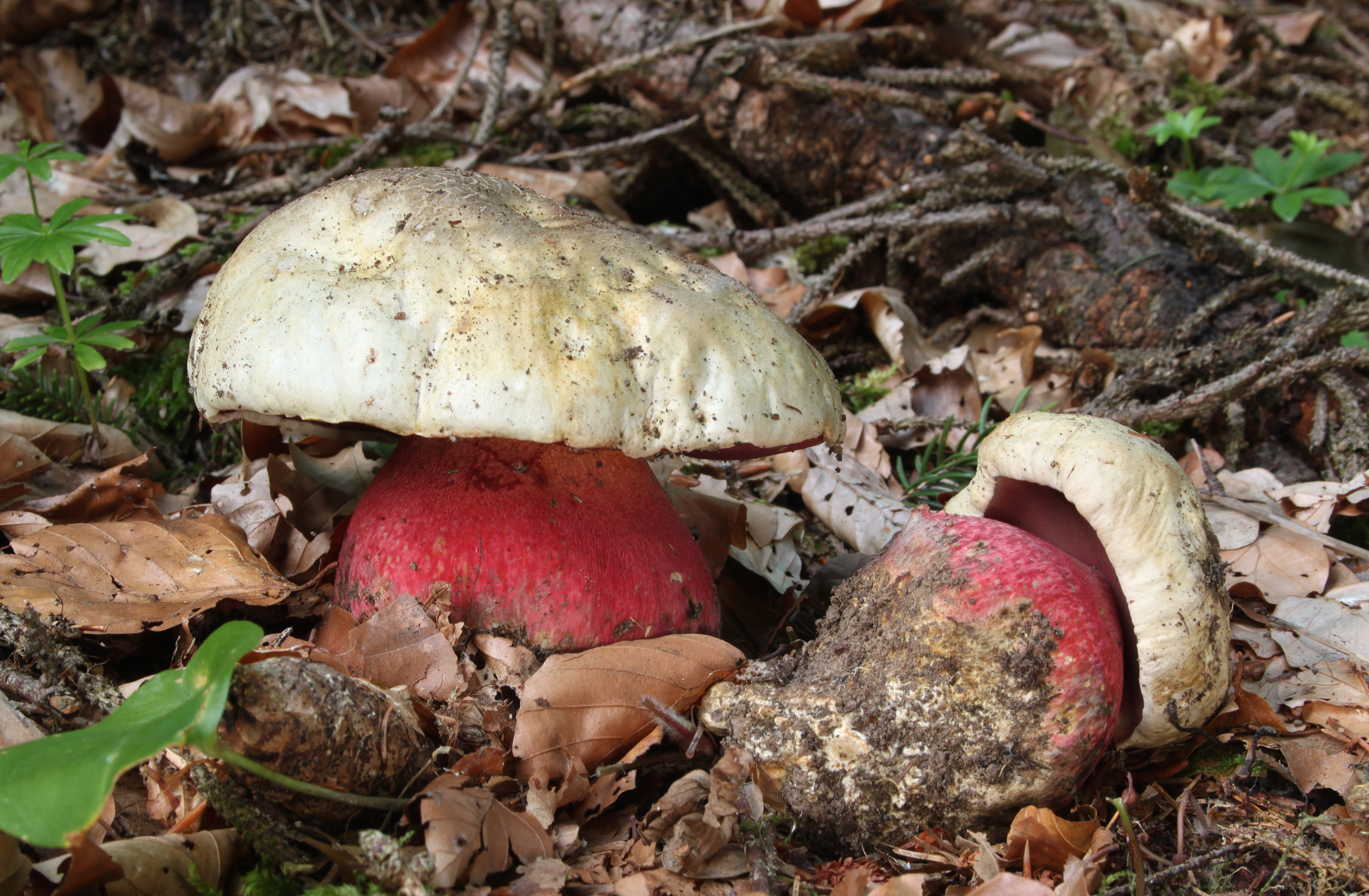
Le Bolet Satan (Rubroboletus satanas)
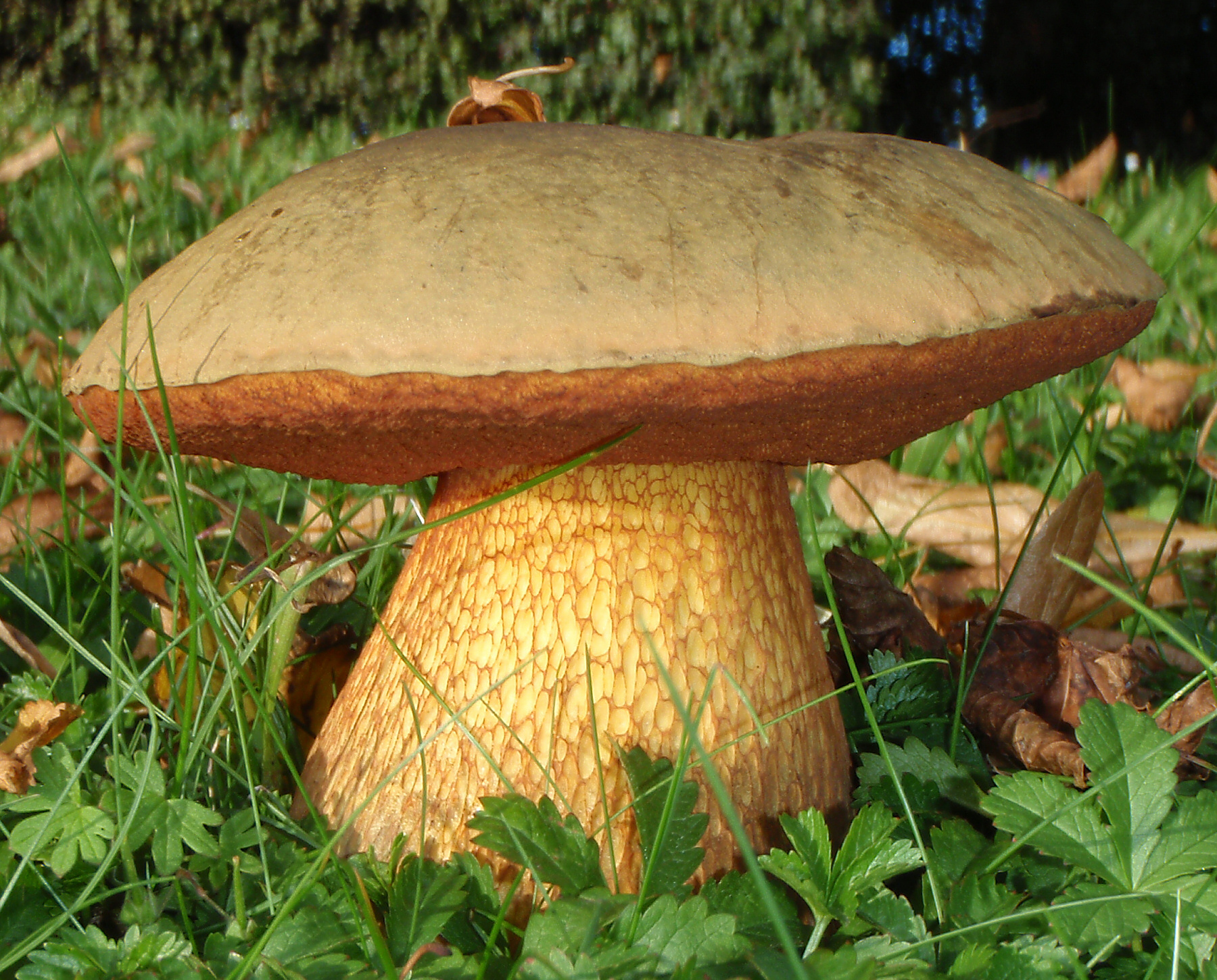
Le Bolet blafard (Suillellus luridus)
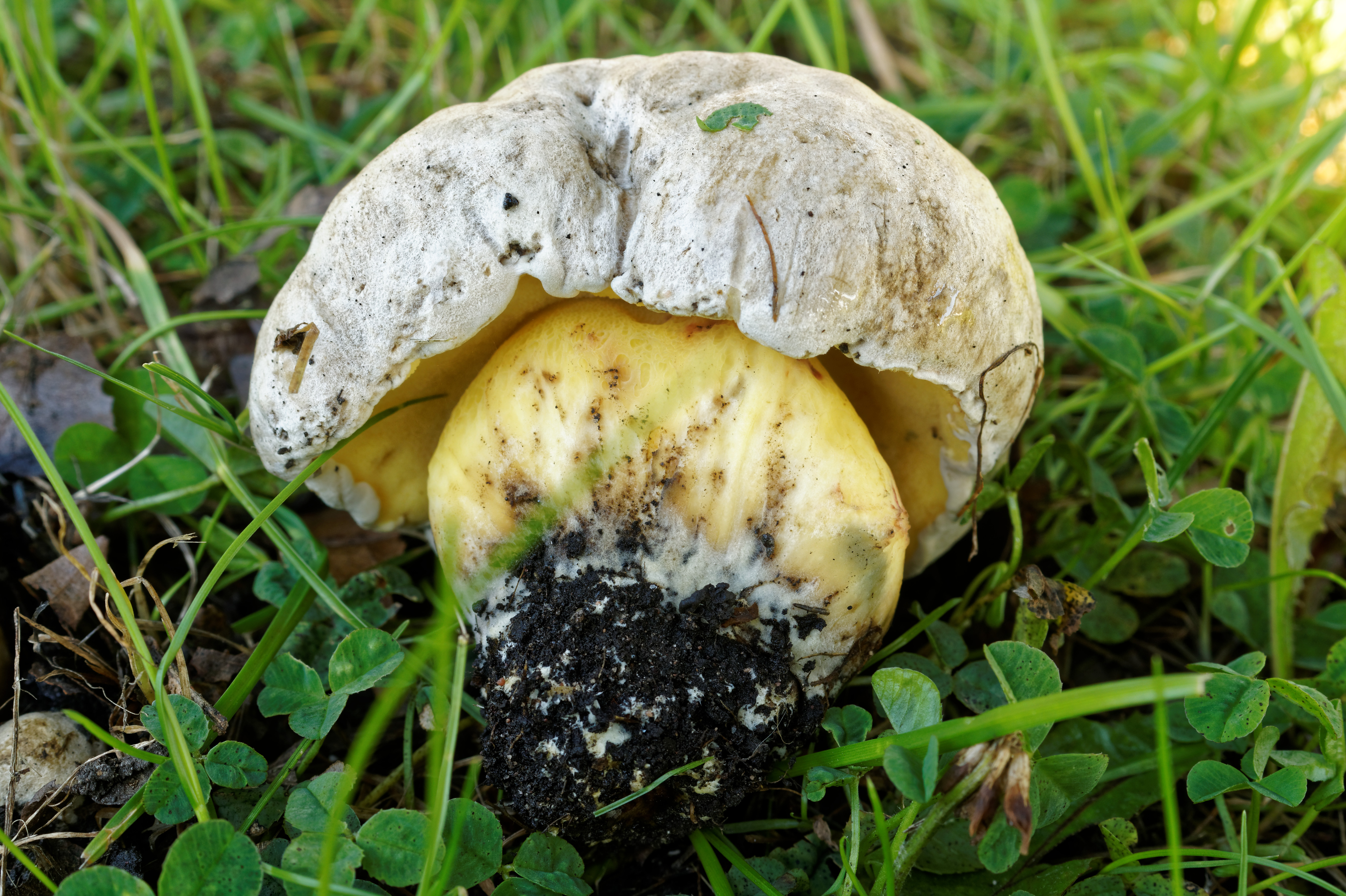
Le Bolet radicant (Caloboletus radicans)
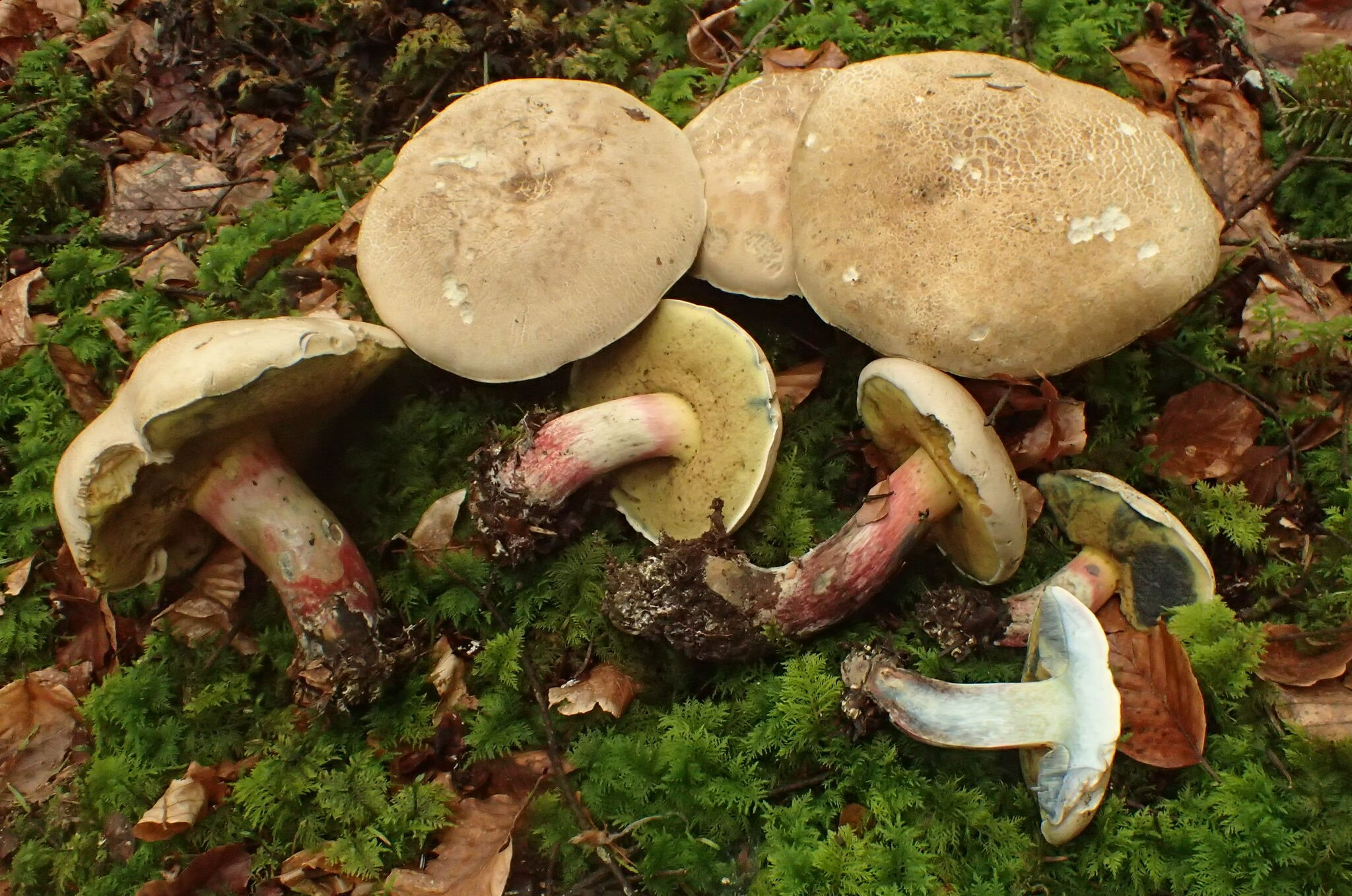
Le Bolet non-réticulé (Caloboletus polygonius)
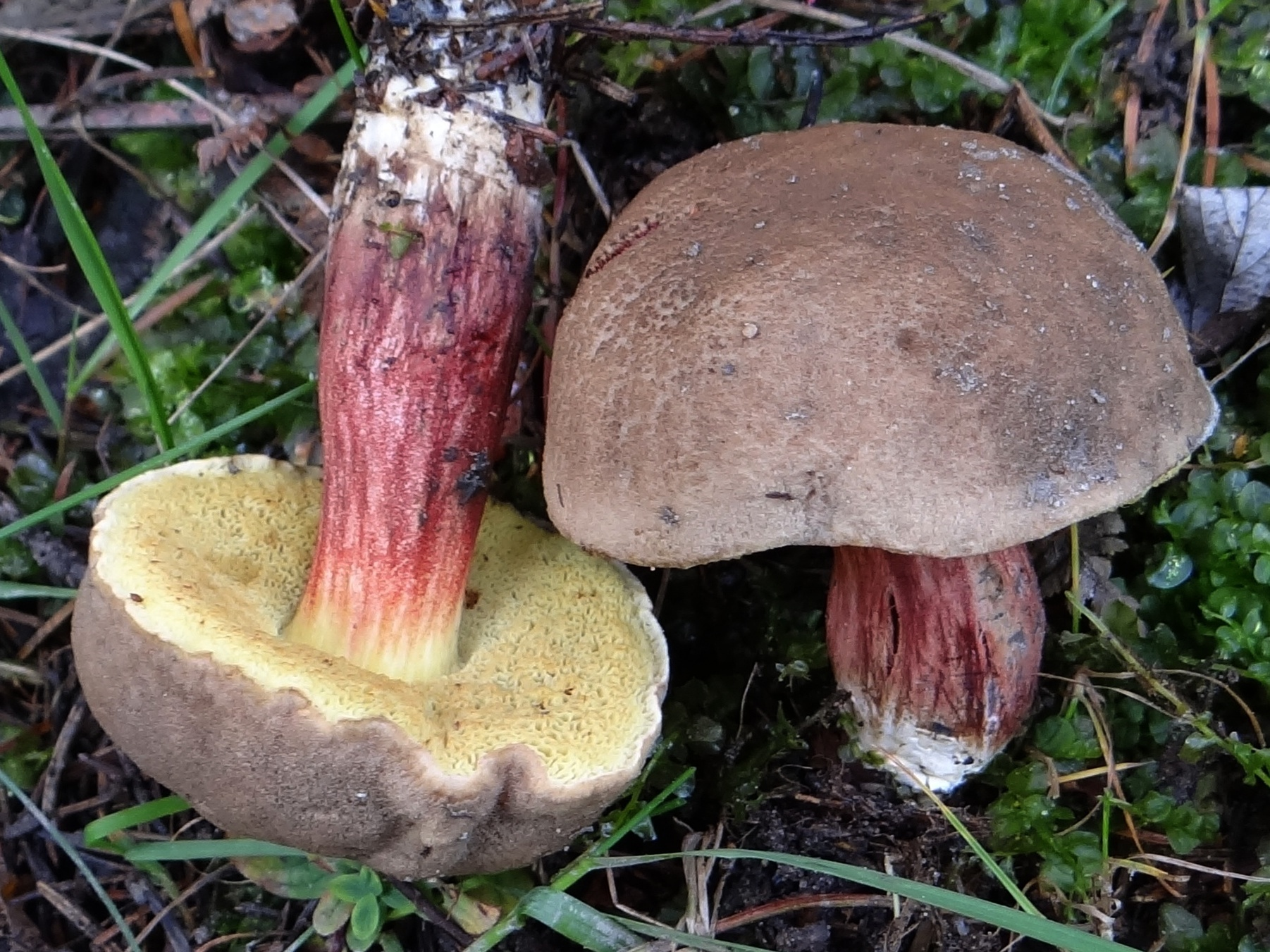
Le Bolet à chair jaune (Xerocomellus chrysenteron)

### Espèces Nord Américaines
Comme Caloboletus calopus, Boletus rubripes, une espèce trouvée à l'ouest de l'Amérique du Nord, possède un goût amer, un chapeau de la même couleur et des pores jaunes bleuissant au toucher, mais son pied rouge n'est pas réticulé. Au nord-ouest de l'Amérique du Nord, Boletus coniferarum présente un chapeau gris olive à brun foncé et un pied jaune et réticulé. À l'est de l'Amérique du Nord se rencontrent deux espèces semblables au Bolet à beau pied, Caloboletus inedulis et Caloboletus roseipes. La première se distingue par son chapeau blanc à blanc grisâtre, tandis que la seconde n'est associée qu'au Tsuga. Au Costa Rica et à l'est des États-Unis et du Canada, Caloboletus firmus présente un chapeau de couleur pâle, un stipe rougeâtre et un goût amer, mais contrairement à Caloboletus calopus, il ne montre pas de pores rouges ni de réseau saillant couvrant le pied. L'espèce japonaise Caloboletus panniformis, se différencie de Caloboletus calopus par la surface rugueuse de son chapeau ou microscopiquement par la réaction amyloïde des cellules de la chair du chapeau et par la forme différente des basides.

Quelques bolets nord-américains semblables à Boletus calopus
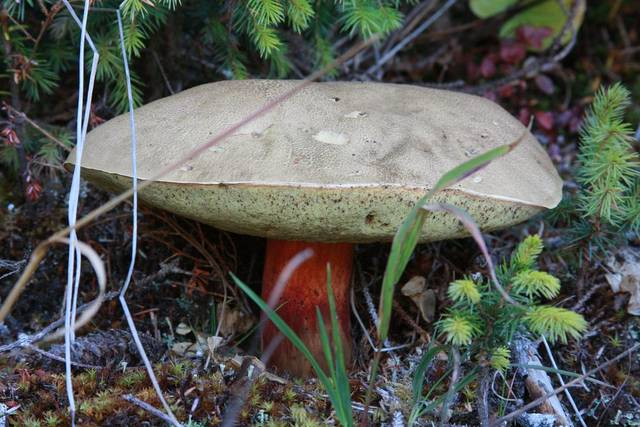
Boletus rubripes
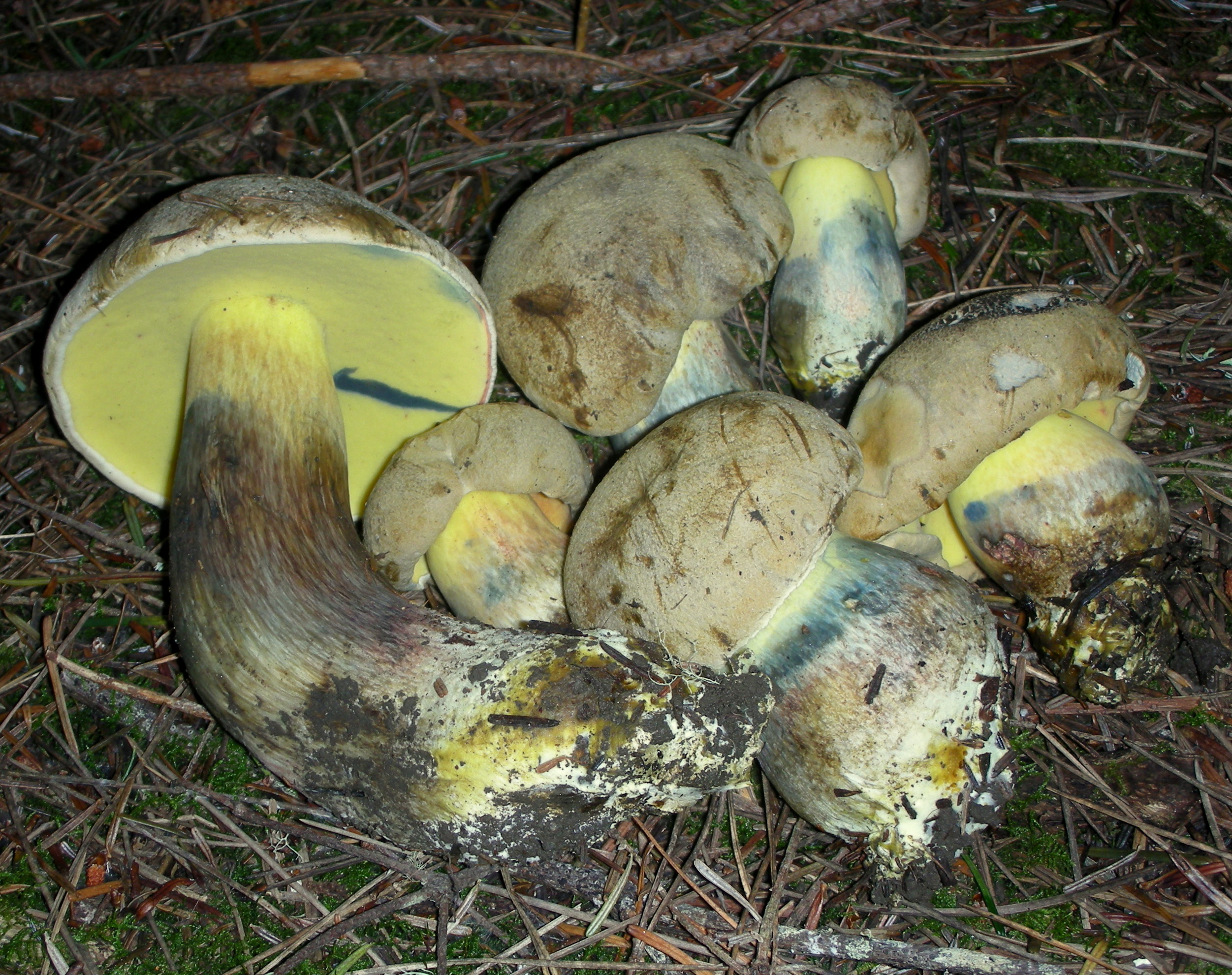
Boletus coniferarum
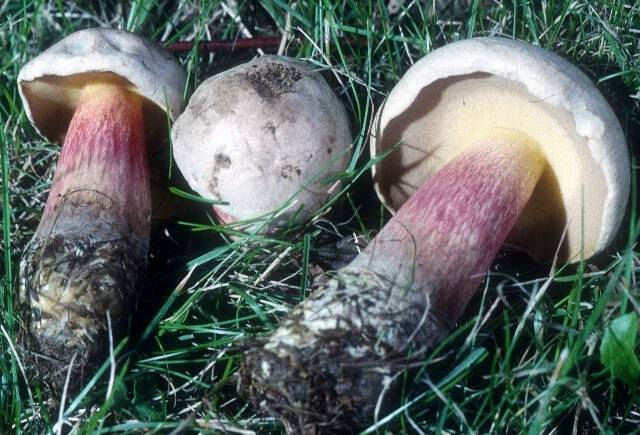
Boletus inedulis
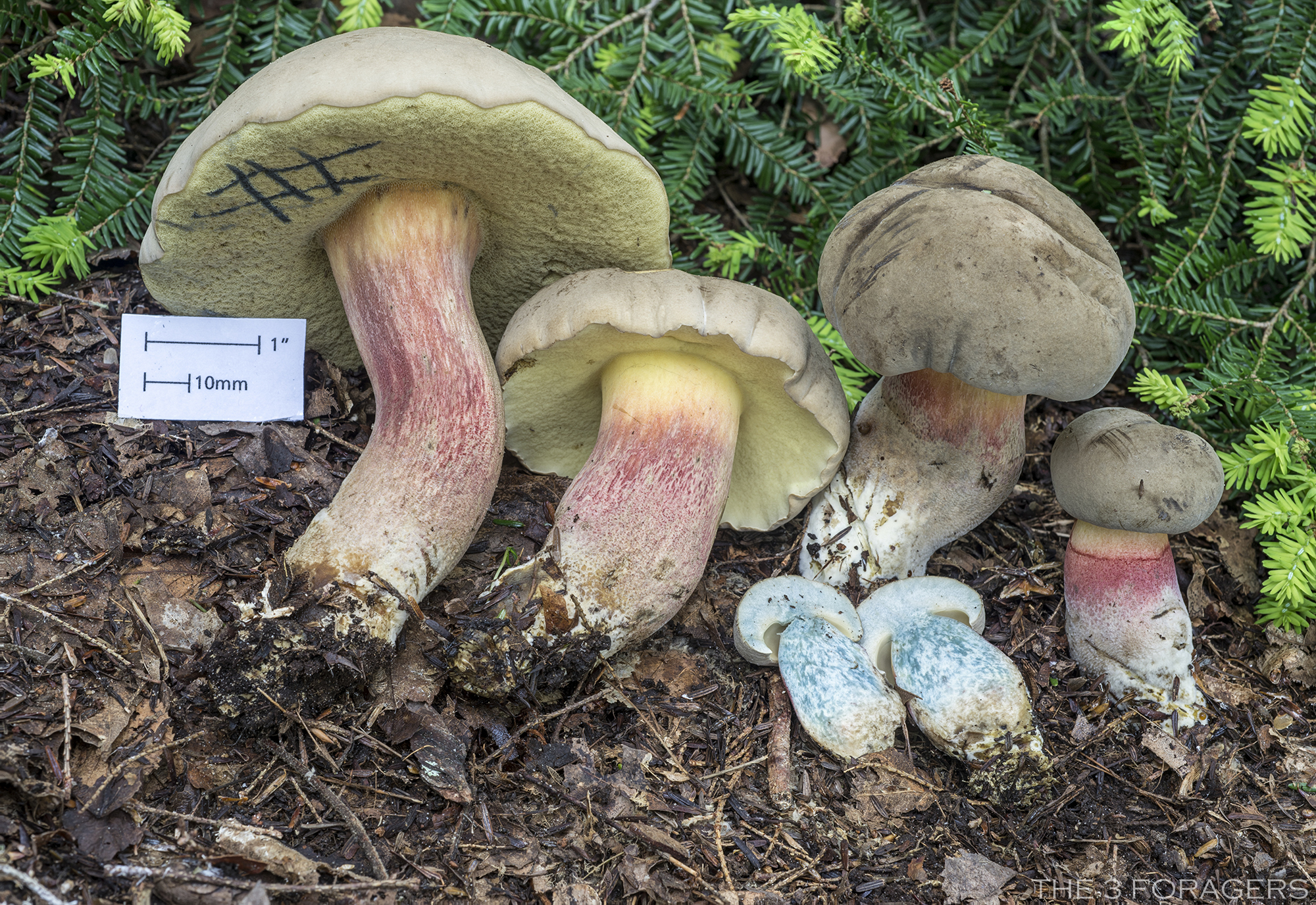
Boletus roseipes
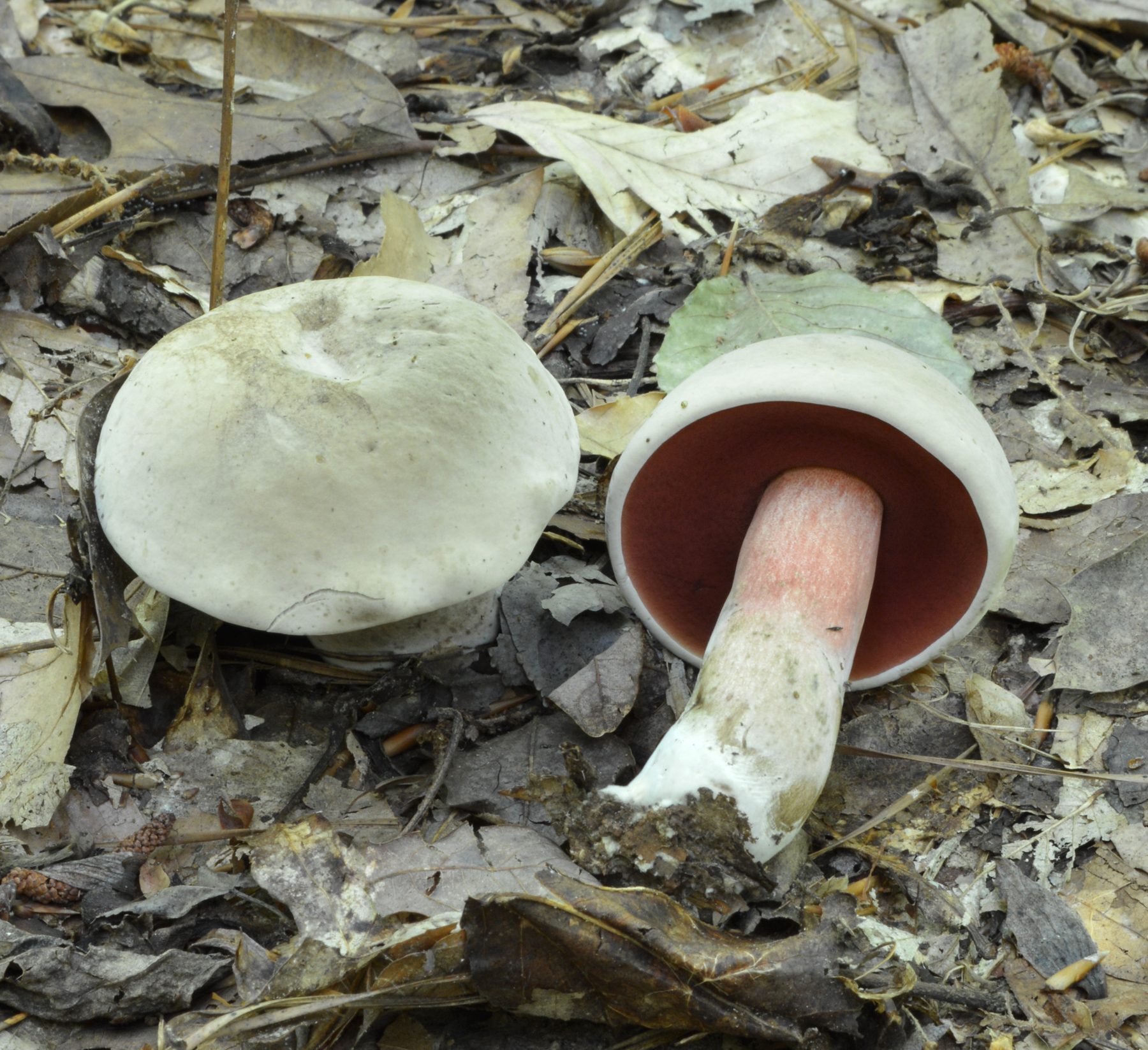
Boletus firmus